# Osterinsel
Die Osterinsel (spanisch Isla de Pascua, rapanui Rapa Nui) ist eine isoliert gelegene Insel im Südostpazifik, die politisch zu Chile gehört, geographisch jedoch zu Polynesien. Sie liegt südlich des südlichen Wendekreises. Der Hauptort Hanga Roa ist 3526 km von der chilenischen Küste (oder 3833 km in genauer Ostrichtung bis zur Küste) und 4251 km von Tahiti entfernt. Das nächstgelegene bewohnte Eiland ist Pitcairn im Westen, in einer Entfernung von 2078 Kilometern. 2017 lebten laut Volkszählung 7750 Menschen auf der Osterinsel.
Bekannt ist die Insel vor allem wegen der monumentalen Steinskulpturen, der Moai. Seit 1995 ist die Osterinsel als Nationalpark Rapa Nui Teil des UNESCO-Welterbes.

## Geographie

### Geologie

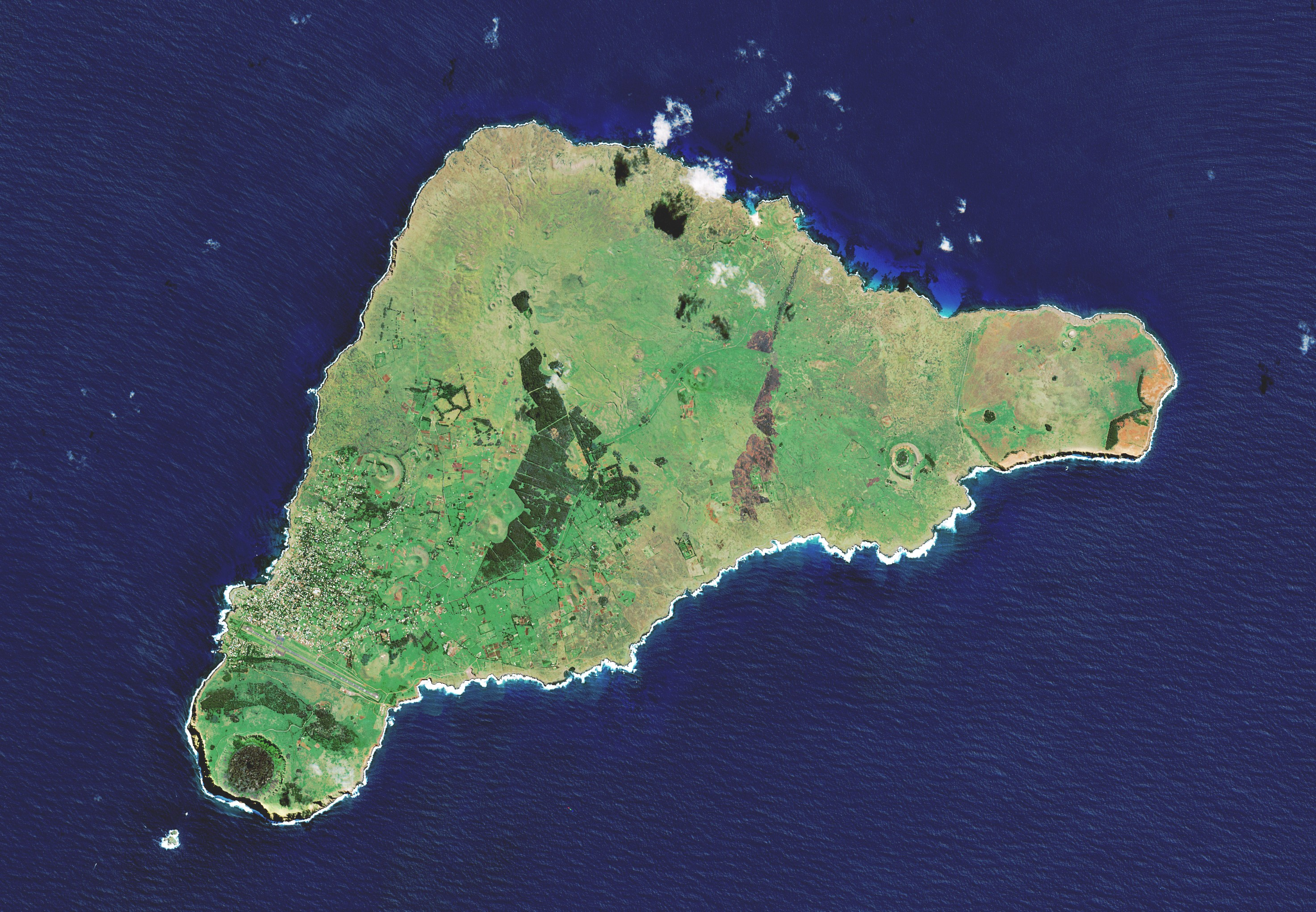
Satellitenbild der Osterinsel

Die Osterinsel ist ein vulkanischer Gipfel, der dem Salas-y-Gómez-Rücken aufsitzt, einem 2500 km langen submarinen Höhenzug im Südostpazifik. Sie ist, neben der Insel Salas y Gómez, der einzige Berg dieser unter dem Ozean liegenden, aus zahlreichen Vulkanen bestehenden Kette, der über die Meeresoberfläche hinausragt.
Das für viele pazifische Inseln charakteristische Korallenriff fehlt, die Küste fällt steil bis zu einer Meerestiefe von 3000 Metern ab. Der Küstensaum ist steinig und zerklüftet, kleine Sandstrände sind nur an zwei Stellen zu finden: in der Anakena-Bucht und in der Bucht von Ovahe an der Nordküste. An der Südwestspitze sowie im Osten, an der Halbinsel Poike, ragen steile, bis zu 300 m hohe Kliffe empor.
Die Osterinsel hat etwa die Form eines gleichschenklig rechtwinkligen Dreiecks mit einer maximalen Länge von 24 km, einer maximalen Breite von 13 km und einer Fläche von 162,5 km². Die Landschaft ist durch ihren vulkanischen Ursprung geprägt und besteht im Wesentlichen aus den drei Vulkanen Rano Kao im Südwesten, dem Poike mit seinem Hauptgipfel Maunga Puakatiki im Osten und Maunga Terevaka im Norden sowie deren über 70, teils bis zur Unkenntlichkeit erodierten Nebenkratern. Der Maunga Terevaka ist mit 507,41 Metern die höchste Erhebung der Osterinsel. Die Vulkane sind erloschen, es sind weder Aktivitäten in jüngerer Zeit beobachtet worden, noch sind solche in den Sagen und Mythen überliefert.
Im Südwesten sind der Osterinsel die kleinen, unbewohnten Nebeninseln Motu Nui (3,9 ha), Motu Iti (1,6 ha) und Motu Kau Kau (0,1 ha) vorgelagert, im Westen Motu Ko Hepoko (0,1 ha) und Motu Tautara (0,1 ha), und vor der Halbinsel Poike Motu Marotiri (0,2 ha).

### Klima
Das Klima ist subtropisch warm, die Jahreszeiten sind nur gering ausgeprägt. Starke Passatwinde herrschen vor. Die Niederschläge betragen etwa 1150 mm im Jahr. Die Jahresdurchschnittstemperatur liegt bei 21 °C. Die kältesten Monate sind Juli und August, die wärmsten Januar und Februar. Die regenreichsten Monate sind der April und Mai, die regenärmsten Oktober, November und Januar. Die durchschnittliche Wassertemperatur beträgt 22 °C.
|                       | Jan  | Feb  | Mär  | Apr  | Mai  | Jun  | Jul  | Aug  | Sep  | Okt  | Nov  | Dez  |   |      |
| Mittl. Tagesmax. (°C) | 27,0 | 27,7 | 27,1 | 25,6 | 23,8 | 22,4 | 21,7 | 21,5 | 22,1 | 22,9 | 24,2 | 25,5 | ⌀ | 24,3 |
| Mittl. Tagesmin. (°C) | 19,2 | 19,7 | 19,3 | 18,1 | 17,0 | 15,5 | 14,8 | 14,6 | 14,6 | 15,1 | 16,3 | 18,0 | ⌀ | 16,8 |
|                       |      |      |      |      |      |      |      |      |      |      |      |      |   |      |
| Niederschlag (mm)     | 73   | 85   | 96   | 121  | 153  | 106  | 105  | 94   | 87   | 68   | 74   | 86   | Σ | 1148 |
|                       |      |      |      |      |      |      |      |      |      |      |      |      |   |      |
| Sonnenstunden (h/d)   | 8,8  | 8,0  | 7,1  | 6,1  | 5,4  | 4,6  | 4,8  | 5,4  | 6,1  | 7,2  | 7,6  | 8,0  | ⌀ | 6,6  |
|                       |      |      |      |      |      |      |      |      |      |      |      |      |   |      |
| Regentage (d)         | 15   | 7    | 16   | 15   | 12   | 16   | 12   | 9    | 14   | 6    | 9    | 9    | Σ | 140  |
|                       |      |      |      |      |      |      |      |      |      |      |      |      |   |      |
| Wassertemperatur (°C) | 24   | 24   | 25   | 23   | 22   | 20   | 20   | 20   | 20   | 21   | 22   | 23   | ⌀ | 22   |
|                       |      |      |      |      |      |      |      |      |      |      |      |      |   |      |
| Luftfeuchtigkeit (%)  | 77   | 79   | 79   | 81   | 81   | 81   | 81   | 80   | 79   | 77   | 77   | 78   | ⌀ | 79,2 |

| 19,2 |

| 19,7 |

| 19,3 |

| 18,1 |

| 17,0 |

| 15,5 |

| 14,8 |

| 14,6 |

| 14,6 |

| 15,1 |

| 16,3 |

| 18,0 |

| 19,2 |

| 19,7 |

| 19,3 |

| 18,1 |

| 17,0 |

| 15,5 |

| 14,8 |

| 14,6 |

| 14,6 |

| 15,1 |

| 16,3 |

| 18,0 |

### Klimawandel
Wie die meisten pazifischen Inseln ist auch die Osterinsel von den Auswirkungen des weltweiten Klimawandels betroffen. So zeigt eine Studie von Karnauskas et al. (2016) in der Fachzeitschrift Nature Climate Change auf, dass ein fortschreitender Klimawandel bis zum Jahr 2090 zu einer bedrohlichen Dürre auf der Insel führen könnte.
Einschneidende Klimaänderungen im Südostpazifik sind jedoch kein neues Phänomen. In den letzten 35 000 Jahren war das Klima der Osterinsel, wie man aus palynologischen Untersuchungen schließen kann, nicht immer so wie heute. Das hatte entscheidende Auswirkungen auf die Vegetation. Das Klima vor rund 35 000 Jahren war warm und trocken und förderte den Bewuchs mit krautigen Pflanzen. Von 35 000 bis 26 000 vor unserer Zeitrechnung gab es eine feuchtere und deutlich wärmere Periode, die dichte Palmenwälder und buschige Vegetation gedeihen ließ. Anschließend, bis etwa 12 000 v. Chr., kühlte es ab und es wurde wieder trockener, was das Wachstum der Wälder reduzierte und die Entwicklung von Grasland begünstigte. Von 12 000 v. Chr. bis zur Ankunft der ersten polynesischen Siedler erholten sich die Palmenwälder und bildeten wieder dichte Bestände. Um 4500 v. Chr., noch vor der menschlichen Besiedlung, scheint es eine mehrjährige Trockenperiode gegeben zu haben, Sedimentproben zeigen, dass der Kratersee des Rano Raraku um diese Zeit ausgetrocknet war.
Für die Menschen der Osterinsel blieben die klimatischen Veränderungen nicht ohne Folgen. Der Anthropologe Grant McCall von der University of New South Wales ist der Meinung, dass anhaltende Dürren in der Kleinen Eiszeit wesentlich häufiger waren als heute. Für die Zeit um 1466 n. Chr. haben Sedimentproben aus dem Krater des Rano Kao eine Trockenperiode bestätigt. McCall nimmt an, dass der Klimawandel in der Kleinen Eiszeit mitverantwortlich für die Destabilisation und den Umbruch der Gesellschaft im 17. Jahrhundert war. Die schwieriger werdenden Lebensbedingungen könnten zu Unzufriedenheit, Unruhen und damit zum gesellschaftlichen Wandel beigetragen haben.

## Flora und Fauna
Das Bild der Osterinsel mit ihrer spärlichen Vegetation, das sich dem heutigen Reisenden bietet, war nicht immer so. Bereits vor Eintreffen der Europäer ereignete sich ein tiefgreifender Wandel in der Flora und Fauna. Die einst dichten Palmenwälder, die große Teile der Insel bedeckten, sowie mehr als zwanzig andere Baumarten waren zu Beginn des 18. Jahrhunderts ausgestorben. Mindestens sechs Landvogel- und mehrere Seevogelarten waren von der Hauptinsel verschwunden. Weitere Verluste in Flora und Fauna verursachten später die Europäer, insbesondere mit dem Import Tausender von Weidetieren.:S. 31

### Flora
Die Osterinsel gehört zu den artenärmsten Inseln des Südpazifiks. Es sind weniger als 30 indigene Samenpflanzen (Spermatophytina) bekannt. Die Flora wird von vier spezifischen Faktoren geprägt, die sie von den übrigen, weiter westlich gelegenen Inseln Polynesiens unterscheidet:
- der isolierten Lage am äußersten östlichen Ende der biogeografischen Region Indo-Pazifik
- der relativen Nähe zum südamerikanischen Kontinent
- dem erdgeschichtlich sehr geringen Alter der Osterinsel und
- der für das Pflanzenwachstum nicht besonders günstigen klimatischen und topografischen Beschaffenheit.

Die Osterinsel gehört zum subtropischen Klimabereich. Ständig wehende Winde bei relativ kühlen Temperaturen und das Fehlen schützender Waldflächen verhindern das Wachstum empfindlicher Pflanzen, deshalb ist die Biodiversität beschränkt.
Vögel, Wind und ozeanische Strömungen konnten nur in weit geringerem Maße als bei anderen Inseln Samen eintragen. Der erfolgreichste Überträger von Pflanzenmaterial dürfte daher der Mensch gewesen sein. Bereits die ersten Siedler haben Nutzpflanzen auf die Insel gebracht, wie die Legende von Hotu Matua berichtet. Roggeveen, Forster und andere frühe Entdecker erwähnten unter anderem: Papiermaulbeerbaum, Süßkartoffel, Yams, Taro und den Flaschenkürbis. Auch die Europäer trugen in umfangreichem Maße Pflanzen ein, zum Beispiel verschiedene Grasarten als Weidepflanzen für die Schafe und Rinder.
Die heute vorherrschende Vegetation ist das Ergebnis massiver menschlicher Eingriffe in das Ökosystem. Archäobotanische Befunde belegen, dass die Insel einst dicht mit Palmwäldern einer Art bedeckt war, die eng mit der Honigpalme (Jubaea chilensis) verwandt ist. Der Botaniker John Dransfield prägte für die ausgestorbene Art den Namen Paschalcocos Disperta und wies sie einer neuen Gattung zu. Der Name konnte sich jedoch unter Botanikern nicht durchsetzen. In der „World Checklist of Selected Plant Families“ der Royal Botanic Gardens (Kew) wird er nicht akzeptiert. In Proben von Rano Kao wurde nachgewiesen, dass eine Entwaldung über einen längeren Zeitraum ab dem Jahr 1010 (± 70 Jahre) stattfand. Man schätzt, dass mehr als zehn Millionen Palmen auf der Insel gefällt wurden. Der Verlust des Palmenwaldes, der die Kulturpflanzen vor dem ständig wehenden Wind und vor Austrocknung geschützt hatte, führte zu einer umfangreichen Bodenerosion, die entscheidende Auswirkung auf die Nahrungsmittelversorgung und damit einen rapiden Rückgang der Bevölkerung gehabt haben dürfte.
Das Totora-Schilf (Scirpus californicus) ist als Rest der ursprünglichen Vegetation in den Kraterseen des Rano-Kao und des Rano Raraku erhalten. In der Osterinsel-Kultur wurde Totora-Schilf vielfältig genutzt. Nach einem Bericht von William Thomson waren die runden, an umgedrehte Boote erinnernden Paenga-Häuser mit gebündelten Totora-Stängeln eingedeckt. Man verflocht sie zu Sitzmatten, Körben, wasserabweisenden Capes und kleinen, dreieckigen Hüten für die Frauen. Die von Luftkammern durchzogenen Halme sind schwimmfähig. Aus den Berichten von James Cook und Reinhold Forster ist bekannt, dass getrocknetes und gebündeltes Totora-Schilf als Schwimmhilfe (pora) diente.
Von großer ritueller Bedeutung war der Toromiro (Sophora toromiro), ein in der freien Natur ausgestorbener Schmetterlingsblütler. Das harte und feinporige Holz wurde vielfältig genutzt, insbesondere für kultische Schnitzereien. Exemplare dieser endemischen Baumart haben ursprünglich lediglich in botanischen Gärten (u. a.: Göteborg, Bonn, London, Viña del Mar) überlebt. Allerdings gibt es inzwischen aufgrund des fortgesetzten Wiederansiedlungsprogramms mehr als 1000 Exemplare des Toromiro auf der Osterinsel, wodurch der Fortbestand sehr wahrscheinlich wird.
Auffallend ist der geringe Bestand an Farnen. Lediglich 15 Arten wurden entdeckt, davon sind vier – Diplazium fuenzalidae, Doodia paschalis, Elaphoglossum skottsbergii und Polystichum fuentesii – endemisch. Letztere wurde nur einmal im Jahr 1911 gesammelt und gilt als vermutlich ausgestorben. Im Vergleich zu anderen Inseln des Südpazifiks (beispielsweise Marquesas mit 27 Familien, 55 Gattungen und 117 Arten von Farnen) ist das sehr wenig.
Eine weitere indigene Pflanze, die auf der Osterinsel nur noch in wenigen Exemplaren als kleinwüchsiger Strauch vorkommt, ist die zu den Malvengewächsen (Malvaceae) gehörende Triumfetta semitriloba. Pollenanalysen haben ergeben, dass die Pflanze bereits seit 35.000 Jahren auf der Insel wächst. Aus den Fasern der Rinde knüpften die Rapanui Fischernetze und möglicherweise die Transportseile für die Moai.
Heute ist die Landschaft der Osterinsel von ausgedehnten Grasflächen geprägt. Die häufigsten Pflanzenfamilien sind Süßgräser (Poaceae), von denen nur vier Spezies indigen sind, und Sauergrasgewächse (Cyperaceae). Eine weitere häufige Pflanzenfamilie ist die der Korbblütler (Asteraceae) mit ausschließlich anthropochoren Pflanzen. Über größere Bereiche im Südwesten haben sich eingeführte Guaven ausgebreitet. In den letzten Jahren hat es Aufforstungen mit schnell wachsendem Eukalyptus und der Monterey-Kiefer gegeben. Die Maßnahmen sind problematisch, da beide Arten ursprünglich nicht auf der Insel vorkamen. Eukalyptuswälder sind anfällig für Großfeuer, außerdem verrotten die abgefallenen Blätter schlecht. Bei Anakena ist 1961 aus importierten Pflanzen ein Hain mit der nicht autochthonen Kokospalme entstanden.
Als Nutzpflanzen werden heute für den Eigenbedarf Süßkartoffeln, Taro, Yams, Zuckerrohr sowie subtropische Früchte angebaut. Eine sehr wichtige Nahrungspflanze, oft in einem Erdofen (umu) zubereitet, ist die ursprünglich aus Mittelamerika stammende Süßkartoffel. Sie ist bereits seit Jahrhunderten in der gesamten Südsee und im südasiatischen Raum verbreitet.

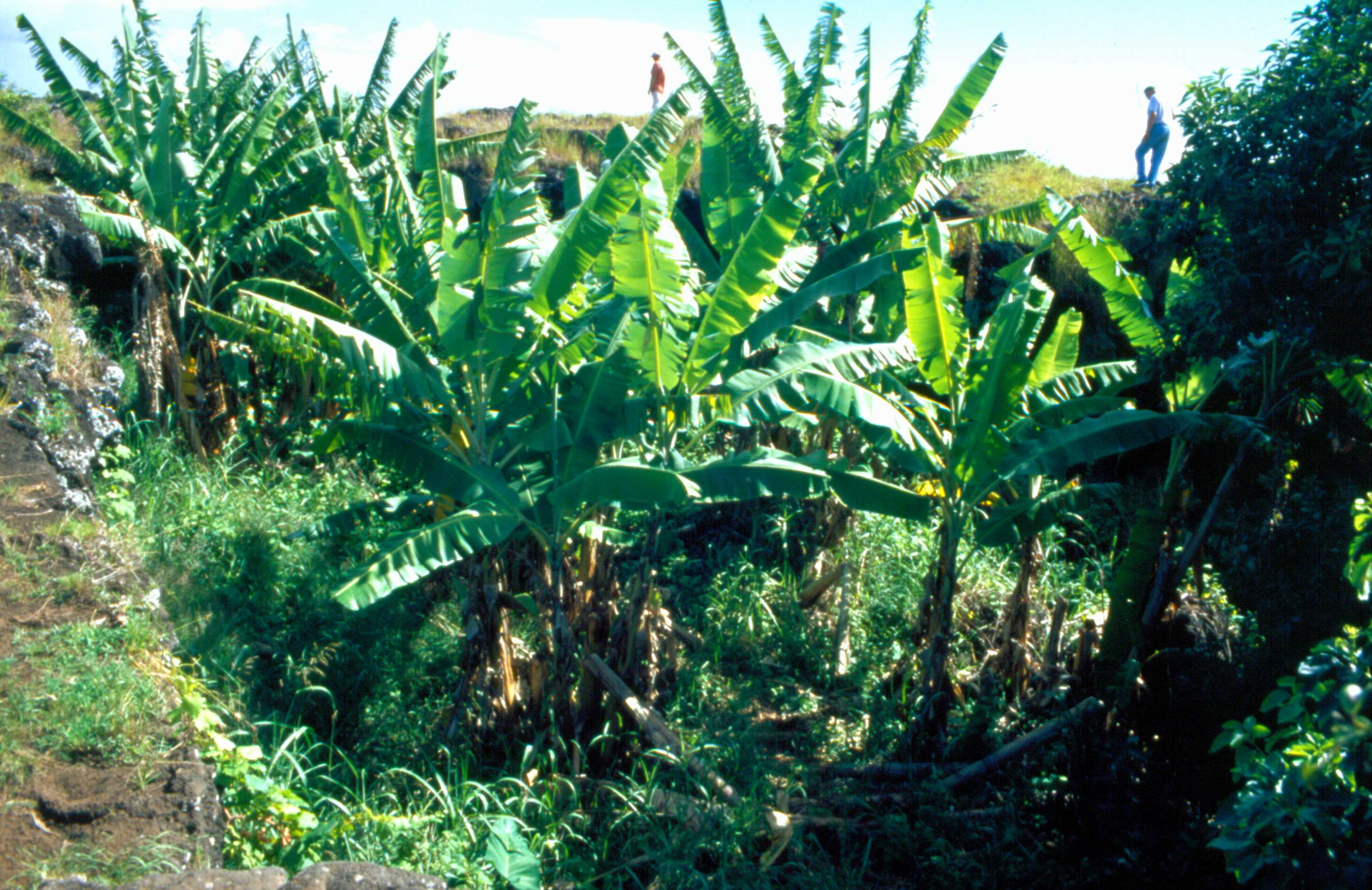
Tiefbeet (manavai) mit Bananenanpflanzung

Der Anbau von Kulturpflanzen in historischer Zeit erfolgte in umhegten Gärten (Manavai), in größeren Steinmulchfeldern und als Intensivanbau am inneren Kraterrand des Rano Kao. Die Anbaumethode war relativ primitiv. Die Rapanui verwendeten einen Grabstock bzw. aus Mangel an Holz einen entsprechend hergerichteten Stein. Eine neue Untersuchung unter Anwendung satellitengestützter Analysemethoden berechnete die Anbaufläche auf der Osterinsel. Die Forscher maßen die Steinmulchfelder und kamen zu dem Schluss, dass diese Flächen – 2,5 bis 12,7 % der Inseloberfläche – kleiner sind als frühere Forscher angenommen hatten. Sie halten die Schätzung von La Pérouse:205 für durchaus realistisch, knapp zehn Prozent der Insel seien bearbeitete landwirtschaftliche Flächen.:222
Probleme mit zeitweise mangelnder Wasserversorgung und Feuchtigkeitsverlust durch Sonneneinstrahlung und die ständig wehenden Winde lösten die Rapanui auf zweierlei Weise, nämlich auf größeren, zusammenhängenden Anbauflächen durch Abdecken mit Steinmulch sowie mit der Anlage von geschützten Kleingärten (Manavai) in der Nähe der Siedlungen im Küstenbereich. Diese umhegten Areale, deren Überreste man heute noch zu Hunderten sehen kann, sind von runder oder ovaler Form und haben meist einen Durchmesser von 2 bis 3 Metern. Steinwälle von etwa einem Meter Höhe schützten den mit Humus angereicherten und bepflanzten Innenraum vor Wind. Außerdem sorgten die Mauern für ein günstiges Kleinklima. Oft sieht man Manavai, die in Clustern zu drei bis zehn Stück zusammengefasst sind. Manche werden bis heute für den Anbau von Nahrungspflanzen genutzt.:S. 33 f.
Den vulkanischen Boden der Osterinsel durchziehen zahlreiche Lavaröhren. Durch Erosion stürzte an manchen Stellen die Decke ein, sodass sich dolinenartige Spalten bildeten, die sich allmählich mit Humus füllten. Die Bodensenken nutzte man als ertragreiche Tiefbeete, eine Art natürlicher Manavai, für die Kultivierung größerer Pflanzen, insbesondere von Bananen. Einige werden heute noch kultiviert, so zum Beispiel in der Nähe des Ahu Vinapu.

### Fauna
Archäologische Grabungen belegen, dass auf der Osterinsel vor der polynesischen Besiedlung 25 Spezies von See- und sechs Spezies von Landvögeln heimisch waren. Davon sind heute auf der Insel selbst (ohne vorgelagerte Motus) nur drei Seevogelarten (darunter der Rotschwanz-Tropikvogel) und vier Landvogelarten verblieben (darunter das Chilesteißhuhn, der Chimangokarakara, der Diuca Fink aus der Familie der Neuweltammern), keine davon indigen oder endemisch.
An Säugetieren kommen heute lediglich eingeführte Haustiere – Pferde, Schafe, Rinder, Schweine – und Ratten vor. Die ausgewilderten Pferde haben sich mittlerweile zu einem Problem entwickelt. Sie verbreiten die Guavenbüsche, indem sie die Früchte fressen und die Samen an anderer Stelle ausscheiden. Außerdem reiben sie sich an den Statuen und leisten so der Erosion Vorschub. Die Pazifische Ratte (Rattus exulans), die vermutlich als Nahrung von den ersten Siedlern mitgeführt wurde, ist inzwischen ausgestorben bzw. von Haus- (Rattus rattus) und Wanderratte (Rattus norvegicus) verdrängt worden. Auf der Osterinsel gibt es keine für den Menschen unmittelbar gefährlichen Tiere oder Überträger von Infektionskrankheiten.

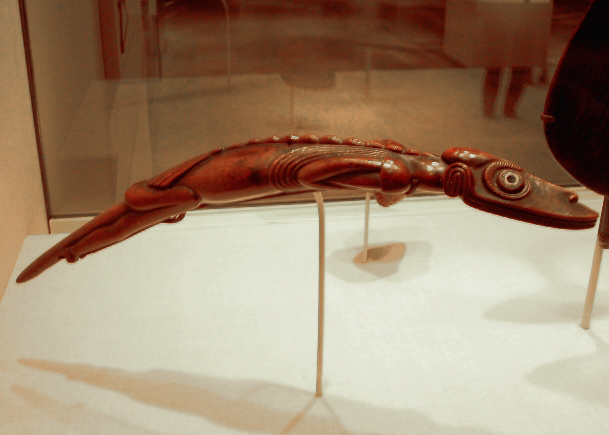
Moko, Cryptoblepharus poecilopleurus, als geschnitzte anthropomorphe Figur

Unter den Reptilien ist der Skink Cryptoblepharus poecilopleurus erwähnenswert. Sein Name auf Rapanui ist moko uri uri. Das etwa 12 cm lange Tier von goldbrauner Farbe genoss offenbar religiöse Verehrung, denn es sind mehrere, sorgfältig aus Toromiro-Holz geschnitzte, anthropomorphe Figuren als Zeremonialobjekte erhalten (beispielsweise Musées royaux d’art et d’histoire in Brüssel).
Auf den vorgelagerten Motus nisten zahlreiche Seevögel, darunter Fregattvögel, Sturmtaucher, Tölpel sowie Ruß- und Feenseeschwalben.
Ebenso wie das Land wirkt das die Insel umgebende Meer kahl und lebensfeindlich. Die Sicht unter Wasser ist außergewöhnlich gut, ein Zeichen für den relativ geringen Gehalt an Nährstoffen. Große Basaltblöcke, auf denen nur wenige Korallen wachsen, bedecken den zerklüfteten Meeresboden. An dem steil abfallenden Lavasockel der Insel konnte sich kein Korallensaum bilden. Das vielfältige Ökosystem eines tropischen Korallenmeeres mit seiner artenreichen Population von Meereslebewesen hat sich nicht entwickelt. In der Umgebung der Osterinsel wurden 164 Fischarten gezählt, davon 107 Spezies von Küstenfischen. Das ist vergleichsweise wenig, in den Gewässern rund um die Fidschi-Inseln gibt es mehr als 1000 Fischarten. James Cook schrieb dazu in seinem Logbuch:

„Die See scheint wie von Fischen befreit, konnten wir doch nicht einen einzigen fangen, und es waren auch nur sehr wenige, welche wir bei den Eingeborenen entdeckten.“

Nicht selten sind Pottwale zu beobachten. Man vermutet, dass in den Tiefen auch der Riesenkalmar vorkommt. Die Tiefsee weist die bisher dichteste bekannte Konzentration von Schwarzen Rauchern auf, aktive Vulkanschlote, aus denen heißes, mineralreiches Wasser aus dem Erdinneren sprudelt und um die sich bizarre Lebensgemeinschaften gebildet haben. Im Jahr 2005 wurde 1500 km südlich der Osterinsel eine neue Spezies entdeckt, die sogenannte Yeti-Krabbe (Kiwa hirsuta).
Von besonderem Interesse ist eine endemische Kaurischnecken-Art, die nach Pater Englert benannte Erosaria englerti, die nur vor der Osterinsel und der unbewohnten Insel Salas y Gómez, 400 km östlich, vorkommt.

## Geschichte

### Besiedlung

Kulturschema für die Osterinsel

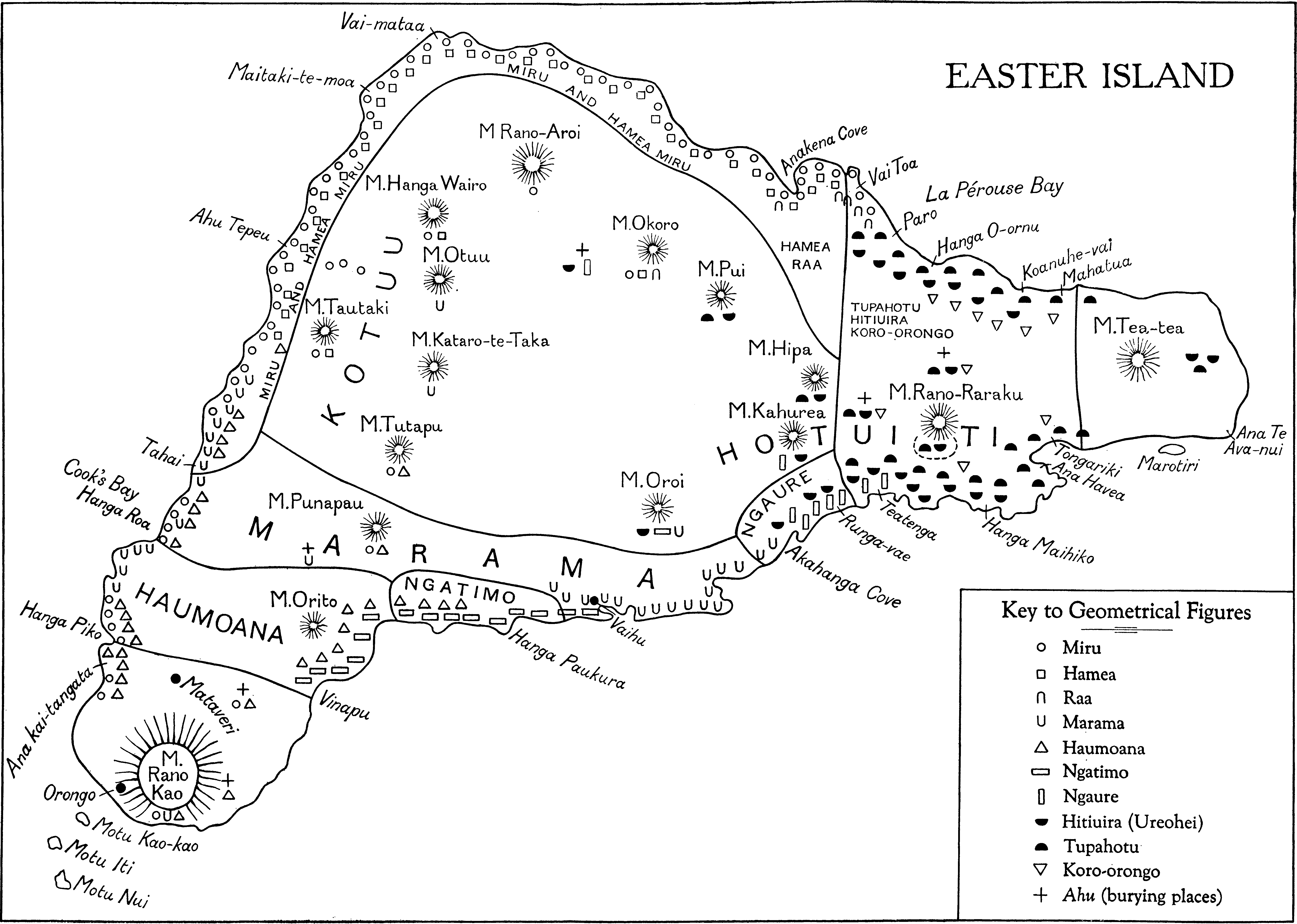
Karte der traditionellen Stammesgebiete

Die Frühgeschichte der Osterinsel ist schwierig zu rekonstruieren, da schriftliche Aufzeichnungen völlig fehlen. Bereits die Besiedlungsgeschichte ist umstritten. Sowohl eine Mono- als auch eine Multibesiedlungsthese wurden vertreten.
Thor Heyerdahl teilte die Inselgeschichte in eine frühe Periode im 1. Jahrtausend n. Chr. und eine mittlere Periode zwischen 1100 und 1600 n. Chr. In beiden Perioden gab es seiner Ansicht nach Einwanderungen aus Südamerika. Eine weitere Besiedlung soll in der Spätperiode ab 1680 von Polynesien aus erfolgt sein. Diese Theorie war so nicht haltbar und ist mit modernen Untersuchungsmethoden, insbesondere aus der Genetik, widerlegt worden.
Ausgehend von der Legende von Hotu Matua und gestützt auf archäologische, genealogische und sprachwissenschaftliche Befunde war lange Zeit die These einer Besiedlung im Rahmen der Polynesischen Expansion von Westen populär. Sie soll relativ spät in zwei Wellen erfolgt sein: Die Erstbesiedlung im 5. oder 6. Jahrhundert, die zweite Besiedlungswelle im 14. Jahrhundert. Heute ist in der Anthropologie allgemein akzeptiert, dass die Osterinsel von Westen besiedelt wurde, im Rahmen der Polynesischen Völkerwanderung und zwar mit nur einer Siedlungswelle aus dem Großraum Mangareva, Henderson, Pitcairn.:S. 17–18 Den Beweis lieferte die moderne Genforschung in den 1990er Jahren. Erika Hagelberg von der University of Cambridge untersuchte die mitochondriale DNA (mtDNA) von zwölf Schädeln, die aus Gräbern im Ahu Vinapu und Ahu Tepeu stammten und sich im Depot des Naturhistorischen Museums in Santiago de Chile befanden. Der Vergleich mit der mtDNA von historischen Knochenfunden anderer polynesisch besiedelter Inseln einerseits sowie mit der südamerikanischer Völker andererseits bewies unzweifelhaft die polynesische Abstammung der Rapanui. Es ergaben sich auch keinerlei Hinweise auf einen weiteren Gentransfer, etwa verursacht von einer zweiten Siedlungswelle aus Südamerika und die Vermischung mit der Urbevölkerung, wie Thor Heyerdahl in späteren Jahren vermutet hatte. Wann die Initialbesiedlung erfolgte, ist umstritten, doch da die Osterinsel am äußersten Rand des Polynesischen Dreiecks liegt, darf man unterstellen, dass sie erst relativ spät besiedelt wurde. Linguistische Vergleiche haben ergeben, dass sich das Rapanui von der östlichen Untergruppe der protopolynesischen Sprachfamilie abgespalten hat. Nach dem Zeitpunkt der Abspaltung ist eine Besiedlung im ersten Jahrtausend n. Chr. anzunehmen. Basierend auf palynologischen Untersuchungen am Rano Kao darf man annehmen, dass Eingriffe in die Ökologie der Insel, die von Menschen verursacht sein könnten, keinesfalls früher als 500 n. Chr. anzusetzen sind. Das bislang früheste mit der Radiokarbonmethode ermittelte Datum, das mit einer Bautätigkeit und damit einer bereits etablierten Zivilisation in Verbindung zu bringen sein könnte, ist das Jahr 690 n. Chr. (± 130 Jahre). Weitaus häufiger sind Radiokohlenstoffdatierungen in einem Zeitfenster von 800 bis 1000 n. Chr., sie sind außerdem breiter gestreut und fallen sowohl in Zeremonialkomplexen als auch in Siedlungsresten an. Der Anthropologe Terry L. Hunt von der University of Hawaii nimmt – gestützt auf stratigraphische Grabungen bei Anakena – an, die Initialbesiedlung der Osterinsel habe erst um 1200 n. Chr. stattgefunden.
Inzwischen gibt es weitere genetische Studien, die die Herkunft der Rapanui aus dem polynesischen Siedlungsraum bestätigten. Allerdings weisen sie bei einem sehr geringen Prozentsatz der untersuchten Proben auch DNA amerikanischen (oder europäischen) Ursprunges auf. Diese Untersuchungen beruhen auf Blutentnahmen lebender Rapanui. Selbst bei sorgfältiger Auswahl der Probanden belegen sie daher nur den Ist-Zustand und nicht die Verhältnisse in voreuropäischer Zeit. Doch erhärtet auch dieses Ergebnis letztlich die bisherigen Erkenntnisse über den polynesischen Ursprung der Rapanui, denn in jeder der Proben ließen sich die für Polynesier typischen Y-Chromosom-Marker nachweisen. Die Theorie, dass Völker des amerikanischen Kontinentes die Osterinsel besiedelt haben, ist mit den Mitteln moderner genetischer Forschung unzweifelhaft zu widerlegen. Der Nachweis genetischer Spuren amerikanischen Ursprunges lässt jedoch die Möglichkeit zu, dass ein Kontakt in voreuropäischer Zeit zwischen dem Kontinent und der Osterinsel bestanden haben könnte, doch wahrscheinlich nur als gelegentliches oder sogar einmaliges Ereignis.
Die Verbreitung der Süßkartoffel (Kumara) als Hauptnahrungsmittel auf der Osterinsel deutet auf mögliche Kontakte zwischen Polynesien und dem Festland hin. Ursprünglich aus Südamerika stammend, war die Süßkartoffel in den Trockenregionen Südamerikas eine weit verbreitete Nahrungspflanze. Ihr Transport zu den pazifischen Inseln auf natürlichem Wege ist ausgeschlossen, sie muss also mit Hilfe des Menschen dorthin gelangt sein. Obwohl sie auf der Osterinsel angebaut wird, findet man sie auch auf anderen polynesischen Inseln, die weit von Südamerika entfernt liegen. Man vermutet, dass die Süßkartoffel zuerst in Regionen wie den Cookinseln, den Gesellschaftsinseln und den Marquesas eingeführt wurde, bevor sie sich im Polynesischen Dreieck verbreitete. Die Pflanze wurde importiert, nicht jedoch die Anbaumethode. Es ist möglich, dass die Süßkartoffel entweder von den ersten Siedlern oder später eingeführt wurde, da die Polynesier erfahrene Seefahrer mit fortgeschrittenen Navigationskenntnissen waren. Handelsnetze über den Pazifik zwischen weit entfernten Inseln waren üblich. Pflanzgruben für Süßkartoffeln auf der Osterinsel datieren auf das 13. Jahrhundert n. Chr.
Archäologische Funde von Stärkekörnern an Obsidianwerkzeugen aus Anakena im Norden Rapa Nuis belegen weitere frühe Kontakte mit Südamerika. Die Funde stammen aus der ältesten Schicht der etwa 1000 Jahre alten Siedlung Ahu Nau Nau. Analysen ergaben, dass die Stärkekörner von Nutzpflanzen aus dem pazifischen Raum stammen, darunter Yams und Taro, aber auch von Süßkartoffeln, Maniok und Canna aus Süd- und Mittelamerika.

### Frühgeschichte
Es entwickelte sich eine streng stratifizierte Gesellschaft mit zehn unabhängigen Stämmen (máta), die mit verschiedenen Teilen der Insel assoziiert waren, obwohl es keine definierten Grenzen gab.:S. 221 Die Rapanui lebten in verstreuten Siedlungen unweit der Küste. Es gab keine zentralisierten Städte oder Dörfer.:S. 123
Nachdem sich die Neusiedlung konsolidiert hatte, nahm die Bevölkerung rasch zu. Besiedelt wurde zunächst nur die Küstenregion. Die Ernährung der Rapanui stellte sich allmählich grundlegend um, da sich die natürlich zur Verfügung stehenden Ressourcen erschöpften. Diese Entwicklung kompensierte der Mensch mit intensiviertem Anbau von Nahrungsmitteln. Das lässt sich archäologisch durch Analyse des Inhaltes von Abfallgruben beweisen. Neue Anbauflächen wurden durch Brandrodung gewonnen, die die Böden mit Asche und Holzkohle düngte, wenn auch nur vorübergehend. Intensivanbau von Nahrungsmitteln setzte mit der Zeit einen Überschuss frei. Das verschaffte die Mittel, privilegierte Personen – Adel, Priester und Spezialisten für Kunst und Handwerk – von der täglichen Nahrungsproduktion freizusetzen.
Die statistische Auswertung der Radiokarbondaten aus den Osterinsel-Ahu zeigt, dass ab dem 11. bis 12. Jahrhundert n. Chr. eine rege Bautätigkeit einsetzte, die bis zur Mitte des 17. Jahrhunderts andauerte. Die Rapanui errichteten in diesem halben Jahrtausend mehr als 300 Zeremonialplattformen entlang der gesamten Küste und (schätzungsweise) rund 1000 große Steinfiguren. Mit der Zeit wurden die Bauwerke anspruchsvoller und die Statuen größer.
Ihren Zenit erreichte die inselweite Bautätigkeit vom 15. bis zur ersten Hälfte des 17. Jahrhunderts n. Chr. In diesen 250 Jahren entstanden die meisten und auch die größten und aufwändigsten Zeremonialbauten. Ältere und kleinere Ahu wurden überbaut und vergrößert, oft mehrfach, sowie kleinere Statuen als Füllmaterial in den neuen Bauten verwendet und durch größere Moai ersetzt. Diese das gesamte Inselleben umfassenden Aktivitäten gingen einher mit der höchsten Produktivität in der Landwirtschaft und möglicherweise der größten Bevölkerungszahl.
Die Religion war von der Ahnenverehrung dominiert. Macht und Einfluss der Vorfahren durchdrang jeden einzelnen Aspekt der Kultur und das gesamte Alltagsleben. Die Ariki, die Stammesführer, legitimierten sich durch ihre lange, nicht unterbrochene Ahnenreihe. Deren Vorfahren manifestierten sich in den steinernen Moai, die mit Blick auf die vor dem Ahu liegende Ansiedlung eine permanente Wächterfunktion ausübten. Die Autorität der Ariki war absolut und umfassend und wurde nicht infrage gestellt.
Doch gegen Ende dieser Periode kam es zu radikalen gesellschaftlichen Veränderungen, die mit einem religiösen Wandel einhergingen. Es etablierte sich eine neue Kaste, die der Krieger (matatoa), die mehr und mehr auch politische Macht anstrebte. Die Autorität der Ariki schwand und damit einhergehend der allgegenwärtige Einfluss der Ahnen. Eine andere Religion, der Vogelmannkult und damit verbunden die Verehrung von Makemake als einziger Gottheit, gewann immer mehr an Bedeutung.
Gegen Ende der Periode sind zunehmend Anzeichen der Degeneration erkennbar:
- Nachdem der Boden bis zum Ende des 13. Jahrhunderts oberflächenschonend bearbeitet wurde, ist spätestens ab 1300 n. Chr. eine radikale Entwaldung mit zunehmender Bodenerosion nachgewiesen. Dies führte zur Aufgabe von Siedlungen.[14]
- Ab dem 13. Jahrhundert wird vermehrt auch das Inselinnere besiedelt, ohne Zugang zu der wichtigen Nahrungsquelle Meer.[49]
- Nach 1425 ist ein höchst intensivierter Landbau unter Nutzung innovativer Möglichkeiten (mit Mauern geschützte Kleinstanbauflächen, Steinmulch) feststellbar, der aber mit dem Zusammenbruch der Stammesgesellschaft in der ersten Hälfte des 17. Jahrhunderts wieder aufgegeben wird.[50]
- Ab etwa 1500 bis zum Eintreffen der Europäer kommt es zu vermehrten Überfällen und Stammeskriegen unter Anwendung neuartiger Waffen (mata’a = mit scharfen Obsidianspitzen versehene Kurzspeere).[51] Wahrscheinlich breitet sich auch Kannibalismus aus.[52] Die Kriegerkaste gewinnt an Einfluss.
- Wie aus archäo-biologischen Untersuchungen von Abfallhaufen der Siedlungen erkennbar ist, nimmt die Zahl und Artenvielfalt der Seevögel nach 1650 n. Chr. als Nahrungsquelle rapide ab.[53] Stattdessen werden vermehrt steinerne Hühnerställe gebaut.
- Ab Mitte des 17. Jahrhunderts kommt der Bau monumentaler Bildwerke zum Erliegen.[54]
- Ab dem Ende des 17., spätestens in der ersten Hälfte des 18. Jahrhunderts, werden die Kultplattformen von den Insulanern systematisch zerstört und die Statuen umgeworfen. Es kommt zu einem völligen Verfall der tradierten, auf der Ahnenverehrung fußenden Kultur.

Es ist heftig umstritten, wo die Wurzeln für diesen Kulturverfall zu suchen sind. Die Mehrzahl der Forscher geht heute davon aus, dass die Probleme von den Insulanern selbst verursacht wurden. Populär ist die von Jared Diamond publizierte These des Raubbaus an den natürlichen Ressourcen, der zur Störung des ökologischen Gleichgewichtes auf der isolierten Insel geführt hat.
Es ist unstrittig, dass es in der Osterinselgeschichte Stammeskonflikte gab, die zu tiefgreifenden gesellschaftlichen, religiösen und ökonomischen Veränderungen führten. Die mündlich tradierten Sagen und zahlreiche archäologische Grabungsergebnisse weisen darauf hin: Einführung und Verbreitung von Obsidian-Speerspitzen, Zerstörung von Häusern der Stammeselite, Zuflucht in Wohnhöhlen, Simplifizierung der Begräbnisriten und ein Wechsel in der Religion mit der Abkehr von der Ahnenverehrung und Hinwendung zum Vogelmannkult. Hinsichtlich des Zeitpunktes herrscht in der Forschung Uneinigkeit. Es wird kontrovers diskutiert, ob dieser Umbruch schon in der zweiten Hälfte des 17. Jahrhunderts eingesetzt hat (das Jahr 1680 wird häufig als Wendepunkt für den demografischen und gesellschaftlichen Kollaps genannt:S. 280), demzufolge von den Rapanui selbst verursacht wurde, oder ob erst das Eintreffen der Europäer zu Beginn des 18. Jahrhunderts den Anstoß gegeben hat.:147 f.
Andere Theorien gehen davon aus, dass eine mehrjährige Dürre und die Kleine Eiszeit die Ursache für viele Veränderungen waren oder die von den ersten Siedlern eingeschleppte Polynesische Ratte, die die für die Ökologie der Insel wichtigen Palmenwälder vernichtete.

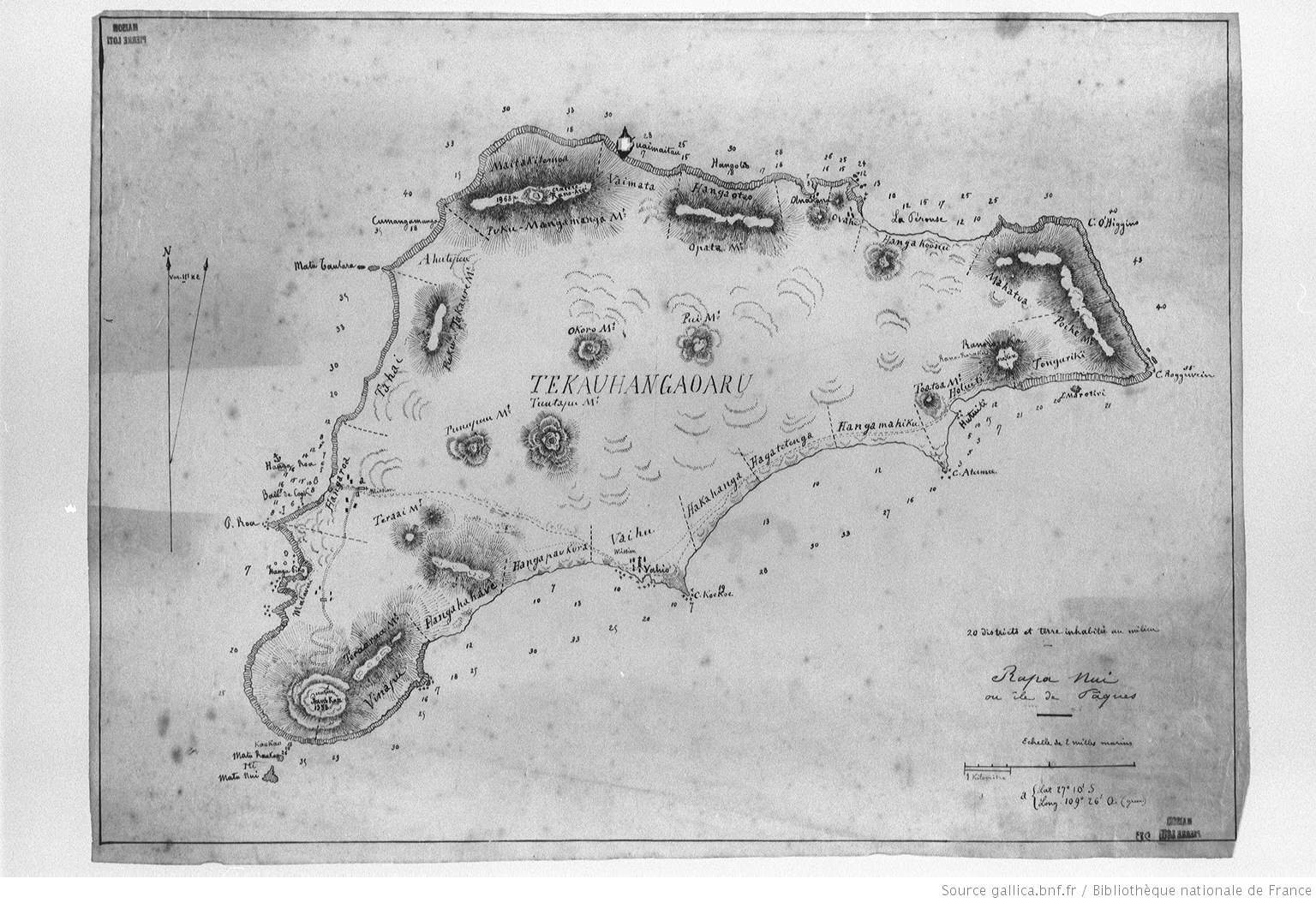
20 ehemals bewohnte Distrikte entlang der Küste (beginnend mit Hauptort Hangaroa, übrige fett dargestellte bis Mitte des 19. Jh. bewohnt):
Hangaroa
Tahai
Ahutepeu (Ahu Tepeu)
Maitakitemoa (Maitaki-te-moa)
Vaimata
Hangaoteo
Anakena
Ovahe
Hanga Koonu
Mahatua
Tongariki
Hotuiti (Hotu Iti)
Hangamahiku
Hagatetenga
Hakahanga
Vaihu
Hangapaukura
Hangahahave
Vinapu
Mataveri

### Einfluss der Europäer

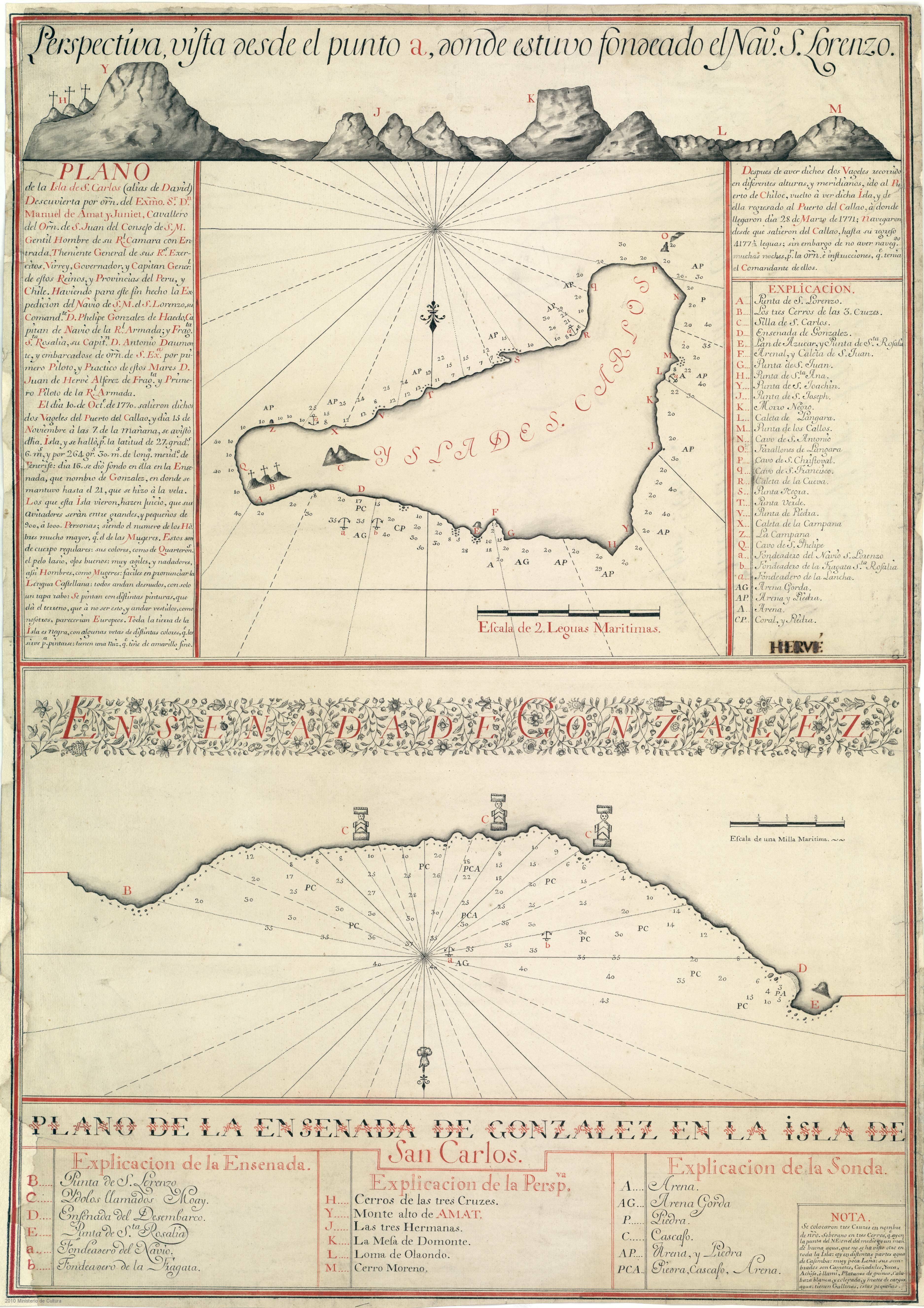
Die Karte der Osterinsel (umbenannt in „Isla de San Carlos“) aus der Expedition von Felipe González de Ahedo aus dem Jahr 1770. Der Norden ist am Boden.

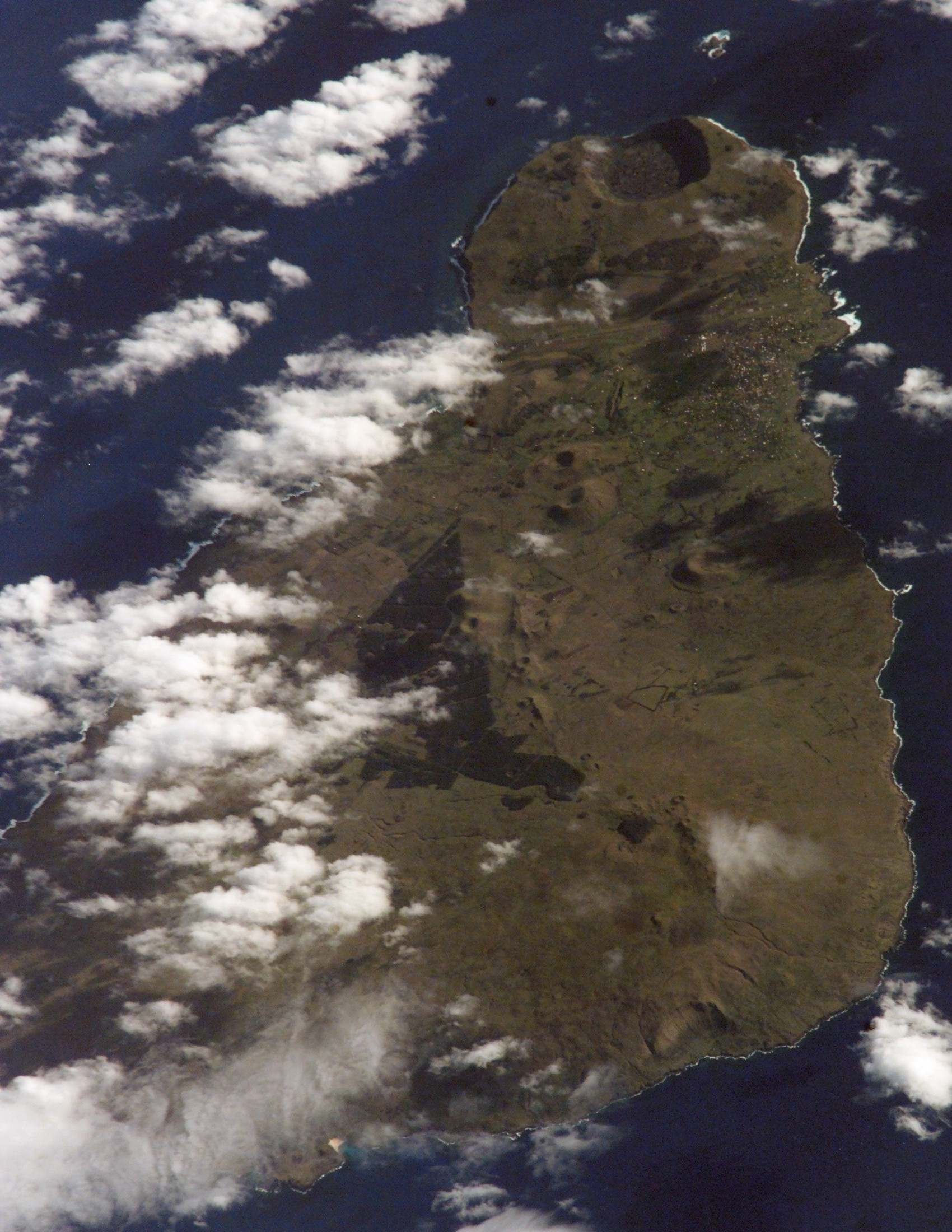
Satellitenaufnahme

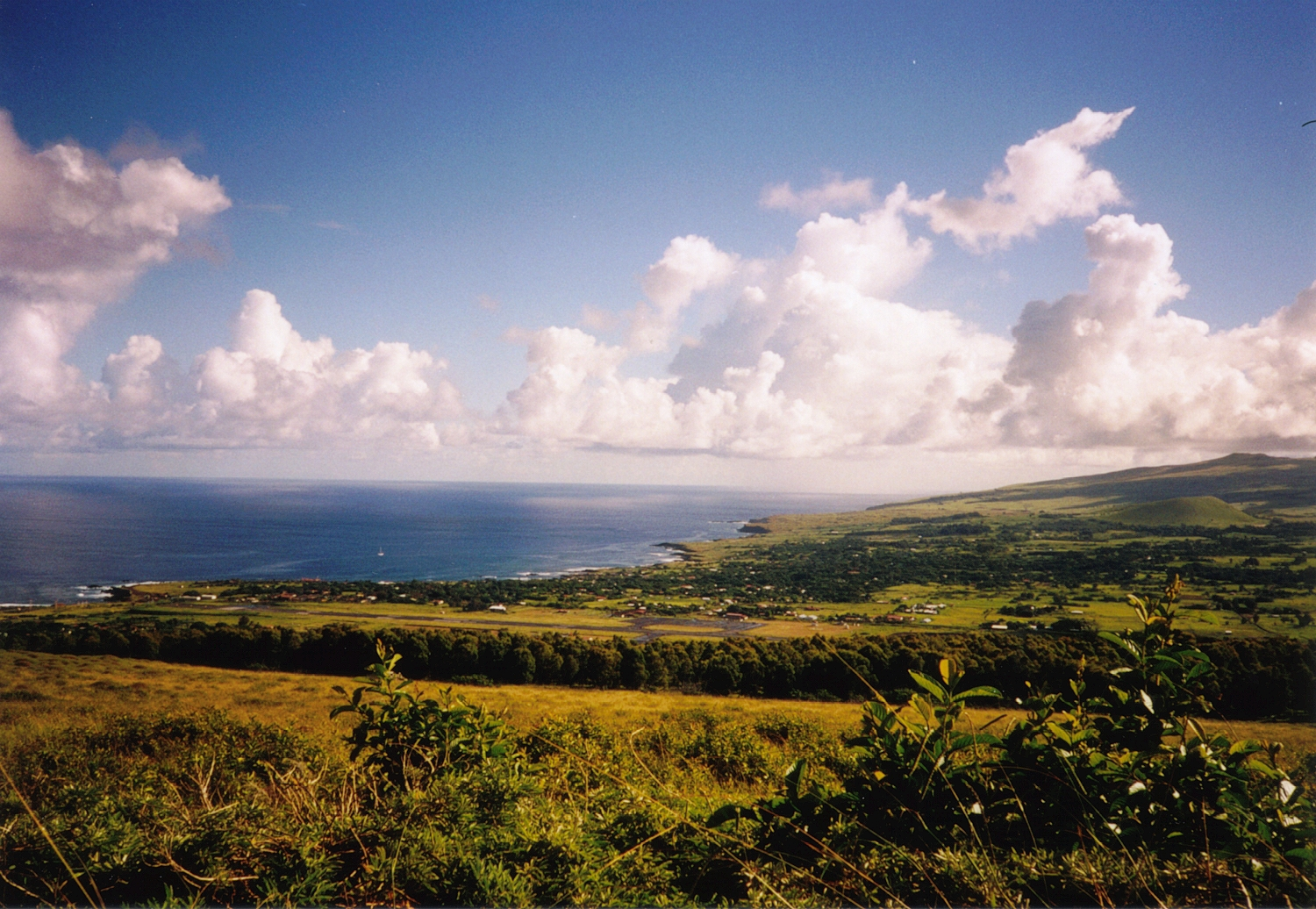
Osterinsel bei Hanga Roa

Der erste Europäer, der vermutlich die Osterinsel sah, war der Pirat Edward Davis, der mit seinem Schiff Bachelors Delight 1687 von den Galápagos-Inseln kommend Kap Hoorn umsegeln wollte. Er sichtete die Insel eher zufällig und glaubte, den sagenhaften Südkontinent gefunden zu haben, landete jedoch nicht (siehe → Davisland).
Ihren heutigen Namen erhielt die Osterinsel von dem Niederländer Jakob Roggeveen, der im Auftrag der Westindischen Handelskompanie am Ostersonntag, dem 5. April 1722, mit drei Schiffen dort landete. Er nannte sie Paasch-Eyland (Osterinsel), nach dem Tag ihrer Entdeckung. An der Expedition nahm der Mecklenburger Carl Friedrich Behrens teil, dessen in Leipzig verlegter Bericht die Aufmerksamkeit Europas auf die bis dahin unbekannte Insel lenkte.
Der Katalane Manuel d’Amat i de Junyent, Gouverneur von Chile und Vizekönig von Peru, hatte die Bestrebung, den Einfluss Spaniens in Südamerika (gegen England) zu festigen und nach Ozeanien zu erweitern. Er beauftragte Don Felipe González de Ahedo, bis zur Magellanstraße zu segeln und dabei u. a. die „Erde Davis“ für die spanische Krone zu annektieren. González landete am 15. November 1770 mit dem Linienschiff San Lorenzo und der Fregatte Santa Rosalia auf der Osterinsel, errichtete als Zeichen des spanischen Anspruches mehrere Kreuze an markanten Punkten und gab ihr den Namen San Carlos. Spanien verlor allerdings in den Folgejahren das Interesse an den ozeanischen Visionen Amats und erneuerte seinen Anspruch auf die Osterinsel nicht.
Während seiner zweiten Südseeexpedition besuchte James Cook vom 13. bis 17. März 1774 die Osterinsel. Er war von der Insel nicht begeistert und schrieb in sein Logbuch:

„No Nation will ever contend for the honour of the discovery of Easter Island as there is hardly an Island in this sea which affords less refreshments and conveniences for Shipping than it does.
Keine Nation wird je für die Ehre kämpfen, die Osterinsel erforscht zu haben, zumal es kaum eine andere Insel in diesem Ozean gibt, die weniger Erfrischungen und Annehmlichkeiten für die Schifffahrt bietet als diese.“

Dennoch brachte der Aufenthalt wesentliche Erkenntnisse über die geologische Beschaffenheit, die Vegetation, die Bevölkerung und die Statuen (die in der Mehrzahl bereits umgeworfen waren). Wir verdanken sie dem deutschen Naturforscher Johann Reinhold Forster und seinem Sohn Johann Georg Adam Forster, die an der Cook-Expedition teilnahmen. Reinhold Forster fertigte auch erste Skizzen der Moais, die, als Kupferstiche in damals typischer romantischer Überhöhung veröffentlicht, in den Salons Aufsehen erregten.
Im Auftrag von König Ludwig XVI. von Frankreich begab sich Jean-François de La Pérouse mit den beiden Fregatten Boussole und Astrolabe (Kommandant war Paul Antoine Fleuriot de Langle) auf eine Weltumseglung. Er hatte u. a. den Auftrag, genaue Karten zu zeichnen und mit der Erforschung der Völker der Südsee zur Bildung des französischen Thronfolgers Louis Joseph Xavier François de Bourbon beizutragen. Am Morgen des 9. April ankerten die beiden Schiffe in der Bucht vor dem heutigen Hanga Roa und am folgenden Vormittag landete La Pérouse mit 70 Personen – Mannschaften, Marinesoldaten und Wissenschaftler – an der Küste der Osterinsel. Er selbst blieb im Umkreis der Landungsstelle, Kapitän de Langle hingegen durchquerte mit mehreren Wissenschaftlern und einem Gärtner die Insel. In dem Expeditionsbericht sind genaue Angaben über die Siedlungsstruktur, Anbaumethoden, Zeremonialstätten und die Lebensweise der Bewohner enthalten. Außerdem ließ La Perouse zwei Karten zeichnen: eine Gesamtaufnahme der Osterinsel, die nicht nur die Küstenlinie darstellt, sondern auch präzise die Geländeformationen im Inselinneren wiedergibt sowie eine topografische Aufnahme der Umgebung der Bucht von Hangaroa (Cooks Bay) mit Details zur Verteilung der Agrarflächen, der Bepflanzung, Siedlungsstruktur und der Höhlen, Wege und Pfade.
Weitere europäische Besucher in der ersten Hälfte des 19. Jahrhunderts waren: Otto von Kotzebue am 28. März 1816, Frederick William Beechey am 16. und 17. November 1825 und Abel Aubert Dupetit-Thouars am 25. Februar 1838, der die Insel jedoch nicht betrat, sowie mehrere Walfänger.
Die von den europäischen Entdeckern eingeschleppten Krankheiten wie Grippe und Syphilis töteten viele Bewohner der Osterinsel.
Ab 1862 überfielen peruanische Blackbirder auf der Suche nach billigen Arbeitskräften die Insel in mehreren Wellen.:S. 12 f. Vorwiegend jüngere Insulaner beiderlei Geschlechts wurden nach Peru verschleppt, dort mussten sie auf den großen Haziendas auf den Feldern und in den Haushalten arbeiten. Die meisten starben an Infektionskrankheiten, gegen die sie auf ihrer isolierten Insel keine Abwehrkräfte entwickelt hatten. Die seriösen Schätzungen über die Gesamtzahl der Personen, die von der Osterinsel entführt wurden, differieren. Sie reichen von 900 bis zu 1400.:S. 20
Da die Blackbirder auch Mangareva sowie einige Inseln der Marquesas und des Tuamotu-Archipels heimgesucht hatten, die zum Protektorat Frankreichs gehörten, bestand die französische diplomatische Vertretung in Peru auf ein Ende des Menschenhandels und eine Rückführung der Polynesier in ihre Heimat. Hinzu kam inzwischen die öffentliche Empörung in Europa und Peru. Außerdem erwies sich die Zwangsarbeit als unwirtschaftlich, da die polynesischen Arbeitskräfte sehr bald erkrankten und starben. So hörte die Verschleppung der Polynesier schließlich auf, und im Herbst 1863 wurden die wenigen Überlebenden auf Weisung der peruanischen Regierung in ihre Heimat zurückgebracht.
Die wenigen Rückkehrer zur Osterinsel, etwa ein Dutzend Personen, schleppten die Pocken ein, und an den nachfolgenden Epidemien – etwa zeitgleich grassierte auch die Tuberkulose – starb ein großer Teil der Bevölkerung. Der französische Ethnologe Alphonse Pinard (1852–1911) zählte 1877 nur noch 111 lebende Rapanui.

### Mission
Als Gegengewicht zur anglikanischen London Missionary Society hatte sich mit französischer Unterstützung die katholische Ordensgemeinschaft Congrégation des Sacrés-Cœurs de Jésus et de Marie (Ordenskürzel: SS.CC.) in der Südseemission etabliert. Der erste Missionar, der am 2. Januar 1864 mit dem chilenischen Schiff La Suerte auf der Osterinsel eintraf, war Bruder Eugène Eyraud (* 5. Februar 1820; † 19. August 1868). Er baute aus mitgebrachten Materialien eine Holzhütte an dem späteren Ort Hanga Roa. Eyraud war nicht willkommen und wurde von den Einwohnern bedrängt, sodass er nur bis zum 10. Oktober 1864 blieb. Dennoch schrieb er einen enthusiastischen Bericht an die Ordensleitung, der den Orden ermutigte, die Missionsarbeit auf der Osterinsel erneut aufzunehmen.
Als Leiter bestimmte man Pater Hippolyte Roussel SS.CC., einen energischen und erfahrenen Priester, der zuvor auf dem Tuamotu-Archipel und auf Mangareva lange Jahre erfolgreich als Missionar tätig gewesen war. Am 23. März 1866 kamen Roussel und Eyraud mit vier einheimischen Helfern aus Mangareva auf der Osterinsel an. Ein halbes Jahr später, am 6. November 1866, erhielten sie Verstärkung von dem deutschstämmigen Pater Kasper (Gaspard) Zumbohm SS.CC. und von Bruder Théodule Escolan, die auf dem Schoner Tampico, Kapitän war der Franzose Jean-Baptiste Dutrou-Bornier, ankamen. Trotz anfänglicher Widerstände war ihre Arbeit erfolgreich, denn 1866 oder 1867 fand die letzte Vogelmannzeremonie an der Kultstätte Orongo statt.:S. 265 Alle der rund 650 Rapanui wurden zwischen Februar und August 1868 getauft. An Mariä Himmelfahrt, dem 15. August 1868, fand eine letzte große Taufzeremonie statt. Fünf Tage später starb Bruder Eyraud an Tuberkulose. Pater Roussel blieb bis zum Jahr 1871.:S. 206
Der ehemalige französische Offizier Jean Baptiste Dutrou-Bornier, ein Nachfahre von Jean-Félix Dutrou de Bornier (1741–1816), einem Abgeordneten der französischen Generalstände von 1789, hatte 1866 auf seinem Schoner Tampico die Missionare Zumbohm und Escolan auf die Osterinsel gebracht. Bei dieser Gelegenheit lernte er die dortigen Verhältnisse kennen und plante, auf diesem dünn besiedelten, grasbedeckten Eiland, fernab der europäischen Verwaltung und Jurisdiktion, Vieh zu züchten. Als solventen Partner hatte er den Schotten John Brander gewonnen, einen Großgrundbesitzer auf Tahiti, der mit der Herrscherfamilie Pomaré verschwägert war. Im April 1868 kehrte Dutrou-Bornier zur Osterinsel zurück. In seiner Begleitung war ein Deutscher namens Christian Schmidt und sie brachten zwei Kisten mit Feuerwaffen mit. Zunächst bemühte sich Dutrou-Bornier um gute Beziehungen zu den Missionaren und den Häuptlingen und baute sich ein Haus auf den Grundmauern einer mit der Christianisierung bedeutungslos gewordenen Zeremonialstätte bei Mataveri.:S. 265 Mit 450 aus Australien importierten Schafen sowie Kühen, Ziegen und Pferden begründete er seine Farm. Parallel dazu warb er Arbeitskräfte für die Firma von John Brander auf Tahiti an. Geschätzte 200 Rapa Nui folgten seinen Versprechungen, und er bewog die Auswanderer dazu, ihm ihr Land zu verkaufen. Auf diese Weise plante er, nach und nach die gesamte Insel in seinen Besitz zu bringen. Einige der nach Tahiti ausgewanderten Rapanui konnten 1880 bei Pamatai, in den Hügeln oberhalb des heutigen Flughafens Tahiti-Faa, einige Stücke Land erwerben und gründeten dort eine Kolonie, die bis Ende der 1960er Jahre bestand.
Dutrou-Bornier heuerte den Rapanui Torometi an, der mit weiteren Gehilfen eine bewaffnete „Schutztruppe“ organisierte und die übrigen Inselbewohner einschüchterte und terrorisierte. Es kam zu Überfällen, es fielen Schüsse, Hütten wurden in Brand gesetzt und auch die Missionare bedroht. Ob und wie viele Tote und Verwundete es während dieser Unruhen gab, in die sicherlich auch alte Stammesrivalitäten einflossen, ist nicht bekannt. Die Rapanui wurden aus ihren Siedlungen vertrieben und in ein kleines Gebiet an der Westküste (im Bereich des heutigen Hangaroa) verbannt, das sie unter Strafandrohung nicht verlassen durften. Der Rest der Insel war unbewohntes Weideland für Schafe und Rinder. Als die Verhältnisse unerträglich wurden, ermordeten die Insulaner 1876 den Despoten Dutroux-Bornier, ein Jahr später starb John Brander eines natürlichen Todes. Die Osterinsel blieb nach einem längeren Rechtsstreit der Erben vor französischen Gerichten im Besitz der Familie Brander.:S. 1S. 20
Vom 20. bis 25. September 1882 besuchte das deutsche Kanonenboot Hyäne im Rahmen einer ausgedehnten Südseeexpedition die Osterinsel. Kapitänleutnant Wilhelm Geiseler hatte den Auftrag der Kaiserlichen Admiralität, wissenschaftliche Untersuchungen für die ethnologische Abteilung der königlich preußischen Museen in Berlin vorzunehmen. Die Expedition lieferte u. a. detailgenaue Beschreibungen der Sitten und Gebräuche, Sprache und Schrift der Osterinsel, außerdem exakte Zeichnungen verschiedener kultischer Objekte, von Moais, von Hausgrundrissen sowie einen detaillierten Lageplan der Kultstätte Orongo.
Am 1. November 1868 erreichte das britische Kriegsschiff HMS Topaze unter Kommodore Richard Ashmore Powel die Osterinsel und ankerte bis zum 6. November 1868 vor der Insel. Landungsgruppen unter Führung der Schiffsoffiziere und unter Teilnahme des Schiffsarztes John Linton Palmer unternahmen in den nächsten Tagen Ausflüge in verschiedene Regionen der Insel, begleitet von Einheimischen. Sie gelangten nach Vinapu, zum Rano Raraku, zum Ahu Tongariki und zur Kultstätte Orongo. In Orongo brachen sie eines der Steinhäuser auf und entfernten mit der Hilfe von Insulanern den Moai mit dem Namen Hoa Hakananaia, eine der bedeutendsten Kultstatuen der Osterinsel. Sie befindet sich heute im British Museum in London. Palmer legte der Royal Geographical Society einen Bericht über seine Erkenntnisse vor.
Im Jahr 1886 besuchte die erst ein Jahr zuvor in Dienst gestellte USS Mohican, ein Dampfschiff der U.S. Pacific Squadron unter dem Befehl von Commander Benjamin F. Day, die Osterinsel mit einem Forschungsauftrag der Smithsonian Institution. Die Mohican traf am 18. Dezember 1886 vor der Osterinsel ein und ankerte in der Bucht von Hanga Roa. Sie blieb bis zum 30. Dezember 1886, und vor allem der Zahlmeister William J. Thomson und der Schiffsarzt George Cooke erkundeten die Insel. Thomsons ausführlichen Bericht kann man durchaus als wissenschaftliche Dokumentation bezeichnen. Er erschien im Jahre 1891 und ist illustriert mit zahlreichen, detailgenauen Zeichnungen und den ersten Fotos von der Insel. Zudem enthält er im Anhang ein mehrseitiges Vokabularium Rapanui-Englisch. Die Mohican brachte zahlreiche Relikte in die Vereinigten Staaten. Das Verzeichnis umfasst 44 Positionen mit z. T. mehreren Einzelstücken. Sie befinden sich heute im National Museum of Natural History, Washington, D.C. Die spektakulärsten Artefakte dürften zwei Rongorongo-Schrifttafeln, ein kleiner Moai aus Basalt und ein Moai-Kopf vom Ahu O Pepe sein.

### Chilenische Annexion und Verwaltung
Vor dem Hintergrund ihrer territorialen, ökonomischen und militärischen Expansion in der zweiten Hälfte des 19. Jahrhunderts annektierte die Republik Chile die Insel am 9. September 1888. Die chilenische Regierung war dem Vorschlag des Korvettenkapitäns Policarpo Toro (1856–1921) gefolgt, der wegen seiner Erfahrungen im Salpeterkrieg glaubte, sie sei als Marinestützpunkt und Versorgungsbasis von strategischem Wert.
Es wurde ein Vertrag in Spanisch und in Rapanui geschlossen, den Toro und 20 Stammeshäuptlinge an Bord des Kriegsschiffes Angamos unterzeichneten. Die Texte des Vertrages in beiden Sprachen differieren und werden heute unterschiedlich interpretiert. Chile vertritt die Meinung, die Insel habe sich damit chilenischer Hoheit unterstellt. Aus Sicht der Rapanui lag die Absicht der Häuptlinge darin, die Souveränität über die Insel zu behalten, gleichwohl aber den Chilenen zu erlauben, das Land für die Viehzucht und –haltung zu nutzen. Als Gegenleistung erwarteten sie, dass die Chilenen sich um die Insel kümmern, Wohlstand bringen und das Land und seine Menschen gegen Übergriffe schützen. Sie wollten die Souveränität oder den Besitz über das Land nicht aufgeben. Allerdings gab es keinerlei amtliche Registrierung des Landbesitzes, lediglich Überlieferungen und mündliche Absprachen.
1895 verpachtete die chilenische Regierung die Insel an den Geschäftsmann Enrique Merlet, der die Viehzucht weiter betrieb. 1903 verkaufte er seine Besitzansprüche an das britische Handelshaus Balfour Williamson. 1911 erreichte eine wissenschaftliche Kommission unter der Leitung des Deutsch-Chilenen Walter Knoche die Insel, um dort eine meteorologische und seismische Station zu errichten und erstmals fächerübergreifend biologische, ethnologische und archäologische Forschungen zu betreiben.
Ab etwa 1900 breitete sich die Lepra, vermutlich von Tahiti eingeschleppt, auf der Osterinsel aus.:S. 94 Abseits von Hangaroa wurde daher eine Leprakolonie errichtet, in der – nach Erzählungen der Einwohner – die Firma auch missliebige Personen isolierte, die sich dort erst mit der Krankheit ansteckten.
Im Ersten Weltkrieg spielte die Insel eine nicht unbedeutende Rolle im Seekrieg. Von Tahiti kommend traf sich ein Geschwader mit den Panzerkreuzern Scharnhorst und Gneisenau, dem Kleinen Kreuzer Leipzig sowie Begleitschiffen mit aus dem Atlantik kommenden Transportschiffen, um Brennstoff und Lebensmittel zu übernehmen. Der Aufenthalt vor der Insel dauerte vom 12. bis 19. Oktober 1914. Am 23. Dezember 1914 versenkte der deutsche Hilfskreuzer Prinz Eitel Friedrich das französische Handelsschiff Jean unmittelbar vor der Bucht von Hangaroa. Die Besatzung des versenkten Schiffes wurde auf der Insel zurückgelassen. Als der deutsche Hilfskreuzer Seeadler des „Seeteufels“ Felix Graf von Luckner 1917 vor Mopelia (Gesellschaftsinseln) sank, segelte die Mannschaft mit dem gekaperten britischen Schiff Fortuna zur Osterinsel. Das Schiff trieb beim Versuch des Anlandens auf die Klippen und sank. Die Besatzung rettete sich auf die Insel und lebte dort vier Monate, bis sie schließlich im neutralen Chile interniert wurde.
Als die angeblich seherisch begabte, betagte Insulanerin Angata, die dem führenden Miru-Clan entstammte, 1914 träumte, Gott habe die gesamte Insel wieder den Rapanui zugesprochen, brach ein Aufstand aus. Die Insulaner wollten nicht länger hinnehmen, dass ihnen das Betreten des größten Teils der Insel untersagt war. Als Angata zudem behauptete, dass Gott die Aufständischen kugelfest gemacht habe und ihnen daher nichts geschehen könne, eskalierte der Konflikt. Der Aufstand wurde mit dem Eintreffen der chilenischen Korvette General Baquedano am 5. August 1914 beendet und vier führende Aufständische vorübergehend in Gewahrsam genommen, aber bald wieder freigelassen. Nur Daniera Teave Korohua, Angatas Sohn, wurde nach Chile deportiert. Comandante Almanzor Hernández erkannte die unerträglichen Verhältnisse und übte Kritik an der Verwaltung der Schaffarm. An den Beschränkungen für die Rapanui änderte sich nichts, die Regierung setzte aber einen von der Firma unabhängigen Verwalter ein.:S. 166 f.
Bis zum Jahr 1967 herrschte auf der Insel das chilenische Kriegsrecht. Die Bewohner unterstanden einer restriktiven militärischen Verwaltung mit einem von Chile eingesetzten Militärgouverneur an der Spitze. Obwohl offiziell chilenische Staatsbürger, hatten die Insulaner kein Recht auf einen chilenischen Pass und durften die Osterinsel nicht verlassen. Ihr Aufenthalt war auf ein umzäuntes und bewachtes Gebiet um Hangaroa beschränkt, der übrige Teil der Insel durfte nur mit Erlaubnis des Gouverneurs betreten werden. Eigenständige, demokratische Strukturen in der lokalen Verwaltung wurden erst Ende der 1960er Jahre zugelassen.
Im Rahmen eines Forschungsprojektes der Universität Chile kam 1935 der deutschstämmige Kapuzinerpater Sebastian Englert auf die Osterinsel. Er blieb dort als Seelsorger bis zu seinem Tod auf einer Vortragsreise im Jahr 1969. Pater Englert sah seine Aufgabe nicht ausschließlich in der Missionierung, er kümmerte sich auch um soziale Belange, Gesundheitsvorsorge und Bildung der Insulaner. Auf den vielseitig Interessierten gehen bedeutende Aufzeichnungen archäologischer, linguistischer, kulturgeschichtlicher und botanischer Erkenntnisse zurück. Seine systematische Sammlung von Artefakten bildet heute den Grundstock des nach ihm benannten Museums in Hanga Roa.
In der ersten Hälfte des 20. Jahrhunderts gab es mehrere Forschungsexpeditionen zur Osterinsel. Erwähnenswert sind die Engländerin Katherine Routledge, der Franzose Alfred Métraux und der Deutsche Thomas Barthel von der Eberhard-Karls-Universität Tübingen, der wesentliche⁹ Ansätze zur Entschlüsselung der geheimnisvollen Osterinsel-Schrift fand.
Thor Heyerdahl hielt sich von 1955 bis 1956 auf der Osterinsel auf. Er führte Ausgrabungen und praktische Experimente durch und richtete den ersten Moai wieder auf.
Am 22. Mai 1960 verwüstete das Erdbeben von Valdivia, das eine Stärke von 9,5 hatte, die Stadt Valdivia auf dem chilenischen Festland. Das Beben löste einen Tsunami aus, der auf die Südostküste der Osterinsel traf, die dem Kontinent zugewandt ist. Da die Bevölkerung sich bei Hangaroa auf der Westseite konzentriert, gab es keine Todesopfer. Die sechs Meter hohe Flutwelle drang stellenweise bis zu 500 Meter in das Land ein und zerstörte den erst einige Jahre zuvor restaurierten Ahu Tongariki völlig. Die tonnenschweren Moai wurden 50 bis 150 Meter ins Landesinnere geschleudert. Mit technischer, logistischer und finanzieller Unterstützung aus Japan konnte der Ahu in den Folgejahren restauriert werden, sodass sich die Anlage heute wieder im ursprünglichen Zustand präsentiert.
1967/68 errichtete das US-Militär am Rano Kao eine geheime Station, die angeblich den Zustand der Ionosphäre aufzeichnen und, wie einige auf der Insel vermuteten, französische Atomtests im Pazifik überwachen sollte. Die amerikanischen Militärangehörigen, 45 Offiziere und Mannschaften, sorgten für einen kleinen wirtschaftlichen Aufschwung und es entstanden Arbeits- und Ausbildungsplätze für die Rapanui. Der von dem Kraftwerk des US-Militärs produzierte Strom stand den damals 1600 Inselbewohnern kostenlos zur Verfügung. Unter dem sozialistischen Präsidenten Allende musste die Basis 1970 aufgegeben werden, was nur wenige Insulaner begrüßten.
Die stufenweise Entwicklung zur Eigenständigkeit der Osterinsel begann unter dem chilenischen Diktator Augusto Pinochet. Pinochet zeigte ein besonderes Wohlwollen für die Osterinsel. Er war 1974 der erste chilenische Präsident, der die Insel besuchte, und er kehrte zweimal, 1980 und 1987, zurück. Unter seiner Regierungszeit wurden erhebliche Mittel in die Infrastruktur investiert, und er ernannte 1984 den ersten ethnischen Rapanui, den in den USA ausgebildeten Archäologen Sergio Rapu, zum Gouverneur der Osterinsel.:S. 227
Als Interessenvertretung des indigenen Volkes der Osterinsel gründete sich 2001 das „Rapa Nui Parlament“, eine nichtstaatliche Organisation ohne offiziellen Status, die sich in den Folgejahren zunehmend radikalisierte. Am 29. Dezember 2010 vertrieben aus Chile eingeflogene Polizisten Mitglieder des Rapanui-Parlaments gewaltsam aus deren Hauptquartier im Zentrum von Hanga Roa sowie mehrere Hausbesetzer aus einem seit Monaten besetzten Hotel. Mitglieder des Hito-Clans hatten das neu erbaute Luxushotel „Hangaroa Eco Village & Spa“ besetzt, weil sie behaupteten, das Land gehöre ihnen und der Verkauf durch die Regierung an die chilenische Investorenfamilie sei illegal.
Ein von der Verfassunggebenden Versammlung ausgearbeiteter Vorschlag zu einer neuen Verfassung für die Republik Chile (siehe Plebiszit in Chile 2022) sollte u. a. zur Anerkennung des Selbstbestimmungsrechtes der indigenen Gemeinschaften, darunter auch der Rapanui, führen. Bei der Volksabstimmung am 4. September 2022 wurde die Verfassungsänderung bei hoher Wahlbeteiligung mit deutlicher Mehrheit abgelehnt.
Die weltweite COVID-19-Pandemie erreichte im März 2020 auch die abgelegene Osterinsel. Der erste Fall trat am 24. März 2020 auf. Die Insel wurde abgeriegelt und LATAM Airlines angewiesen, alle Touristen zu evakuieren. Die Quarantäne dauerte bis zum August 2022. Erst am 5. August 2022 durften die ersten Touristen wieder einreisen.

## Kunst und Kultur
Die Bewohner der Osterinsel haben Kultobjekte sowohl aus Stein als auch aus Holz hergestellt. Die erhaltenen Holzschnitzereien gelangten durch Kauf oder Tausch mit den europäischen Expeditionen in den Bestand der weltweiten Sammlungen.

### Die Moai

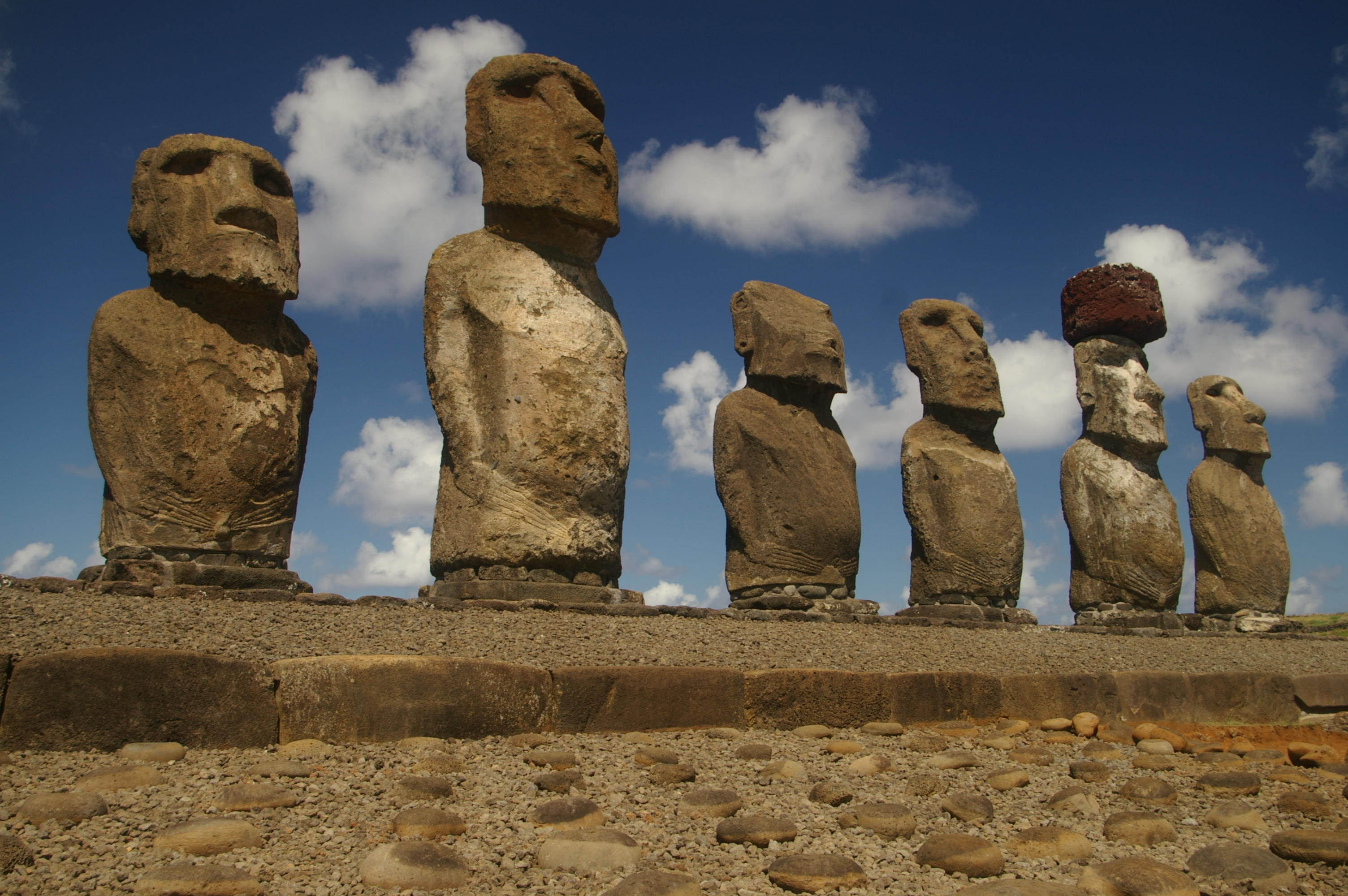
Moai am Ahu Tongariki

Die weltbekannten, kolossalen Steinstatuen der Osterinsel werden Moai genannt. Pater Sebastian Englert nummerierte und katalogisierte 638 Statuen, das Archaeological Survey and Statue Projekt von 1969 bis 1976 ermittelte 887, vermutlich waren es jedoch ursprünglich über 1000.
Trotz umfangreicher Forschungen sind ihr eigentlicher Zweck und die genaue Zeit ihrer Errichtung unter den Experten immer noch umstritten. Man geht heute davon aus, dass sie berühmte Häuptlinge oder allseits verehrte Ahnen darstellen, die als Bindeglied zwischen diesseitiger und jenseitiger Welt fungierten.
Im Oktober 2022 brach nach einer längeren Trockenperiode ein Großfeuer am Rano Raraku aus, das einige der am Berghang stehenden Moai beschädigte. Das Feuer brachte aber auch einen 1,60 m großen Moai zutage, der im Schilf des Kratersees verborgen und zuvor nicht bekannt war.

### Rongorongo-Schrift

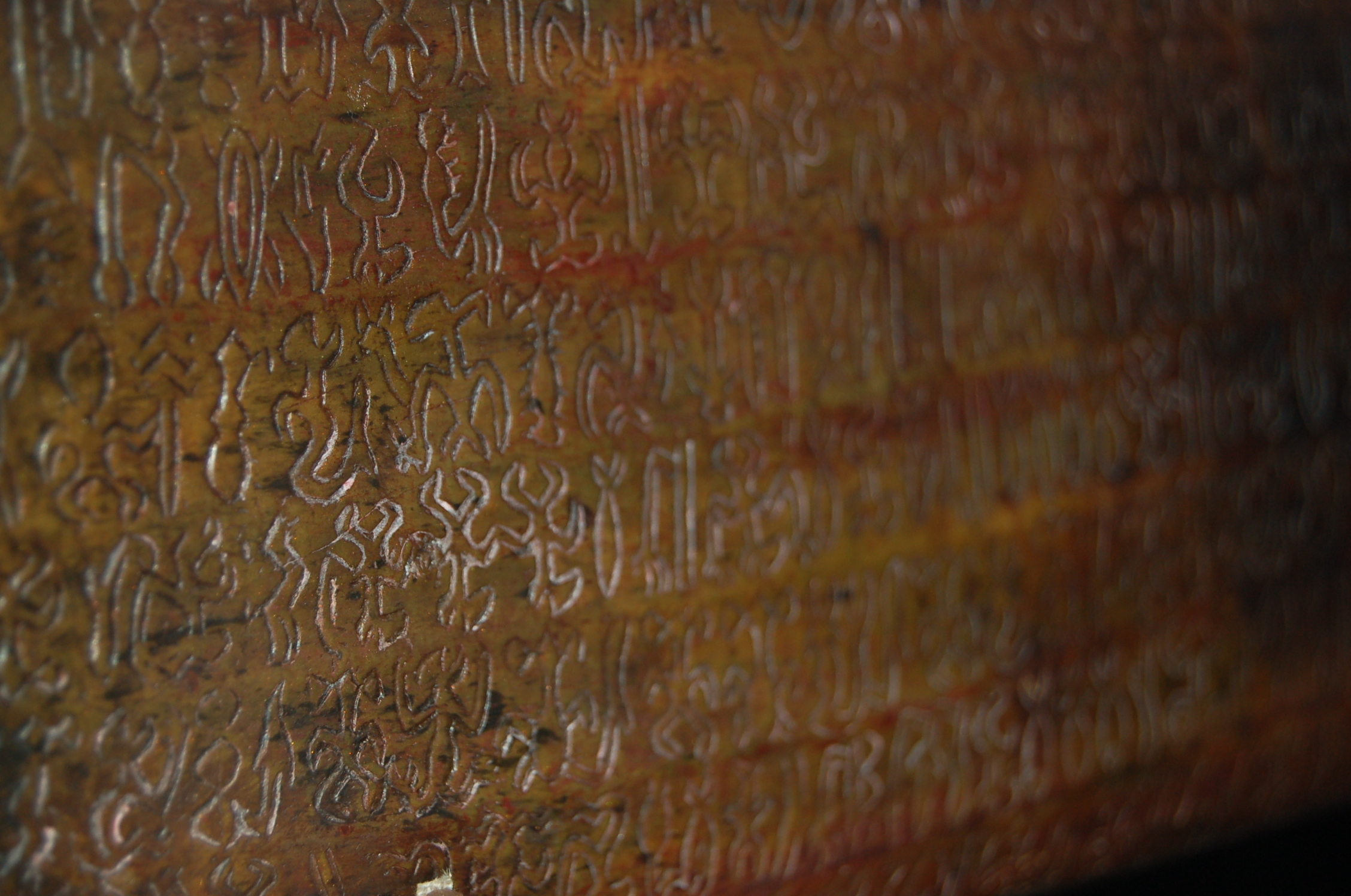
Rongorongo-Schrift auf einem „sprechenden Holz“

Auf der Osterinsel gab es, einmalig im Pazifik, eine eigene Schrift, die Rongorongo-Schrift. Es ist eine mit Lautzeichen durchsetzte Bilderschrift. Geschrieben wurde in Zeilen in einer Variante des Bustrophedon: Jede Zeile steht gegenüber der vorhergehenden auf dem Kopf und ist gegenläufig geschrieben. Es wird von links nach rechts gelesen und am Ende der Zeile wird die Tafel um 180 Grad gedreht. Der Beginn ist links unten. Die durchschnittlich einen Zentimeter hohen Schriftzeichen zeigen grafische Symbole, Vogelmänner, Menschen, Tiere, Körperteile, astronomische Symbole und Geräte des täglichen Gebrauchs (Boot, Haus, Speer, Steinbeil, Paddel). Die Bilderschrift setzt sich jedoch nicht aus Piktogrammen, die unmittelbar reale Objekte abbilden, zusammen. Thomas Barthel, der wohl profundeste Kenner der Osterinsel-Zeichen, hält sie lediglich für eine Gedächtnisstütze, d. h., es sind Kernbegriffe abgebildet, um die herum Wörter und Sätze aus dem Gedächtnis zu ergänzen sind.
Der Archäologe Kenneth P. Emory vom Bishop Museum in Hawaii vertritt eine völlig andere Auffassung. Da die wenigen erhaltenen Rongorongo-Tafeln nachweislich zwischen 1722 und 1868 aufgefunden wurden, nimmt er an, es handele es sich lediglich um eine Nachahmung europäischer Schriftzeugnisse.
Die Entzifferung der Osterinsel-Schrift galt lange als Problem, insbesondere, da sie im Südseeraum keine Parallelen hat. Erst der systematische Vergleich mit Kalenderwissen und die Einbeziehung mündlicher Überlieferungen brachte erste Ansätze zur inhaltlichen Deutung. Bereits Thomas Barthel vermutete zumindest in Teilen in einer Schrifttafel, genannt Tablet Mamari (heute im Archiv der Congregazione dei SS Cuori in Grottaferrata bei Rom), einen Mondkalender, da die Zeilen 6 bis 9 der Vorderseite auffallend viele astronomische Zeichen und Mondsymbole zeigen. Diese Ansicht wurde inzwischen bestätigt.
Weltweit sind nur 25 als authentisch geltende Schriftzeugnisse auf Holztafeln, den Rongorongo-Tafeln, aber auch auf anderen Kultgegenständen (Rei-Miro in London, Vogelmann in New York und Zeremonialstab in Santiago de Chile) bekannt. Die erhaltenen Rongorongo-Tafeln sind überwiegend aus Toromiro-Holz geschnitzt. Die Schriftzeichen wurden vermutlich mit Obsidiansplittern oder Haifischzähnen eingraviert, nach Kenneth P. Emory mit eisernen Werkzeugen europäischen Ursprunges. Die Schrifttafeln sind heute über Museen und Sammlungen der ganzen Welt verstreut.
Die Deutungsversuche sind zahllos, insbesondere seit sich Laienforscher daran versuchen. Die seriösen Erklärungen für die aufgezeichneten Texte reichen von Genealogien bis zu rituellen Gesängen. Bislang ist es jedoch nicht gelungen, die Texte zu übersetzen.

### Orongo und der Vogelmann-Kult

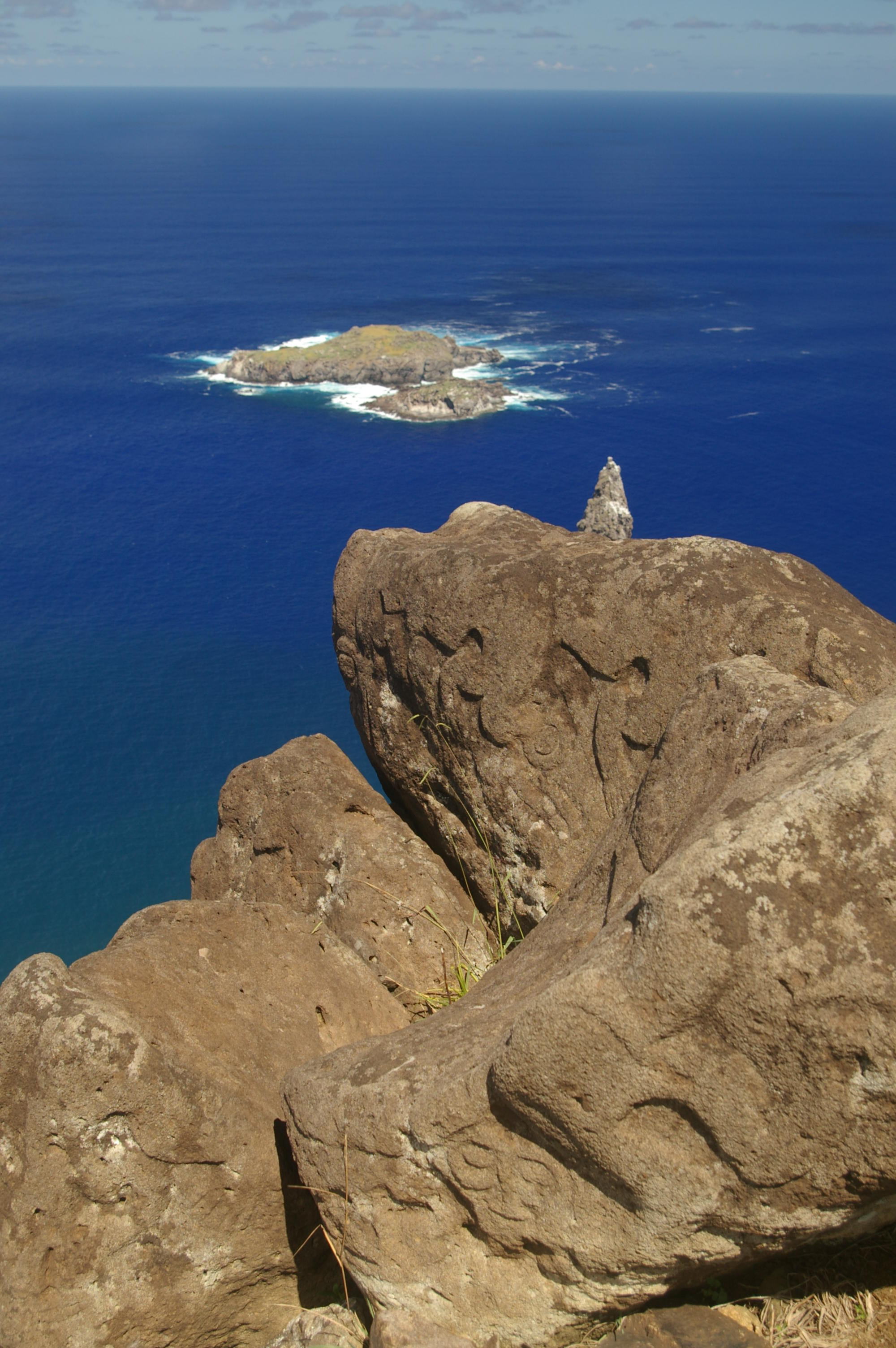
Blick auf Motu Nui von Orongo mit Vogelmann-Petroglyphen im Vordergrund

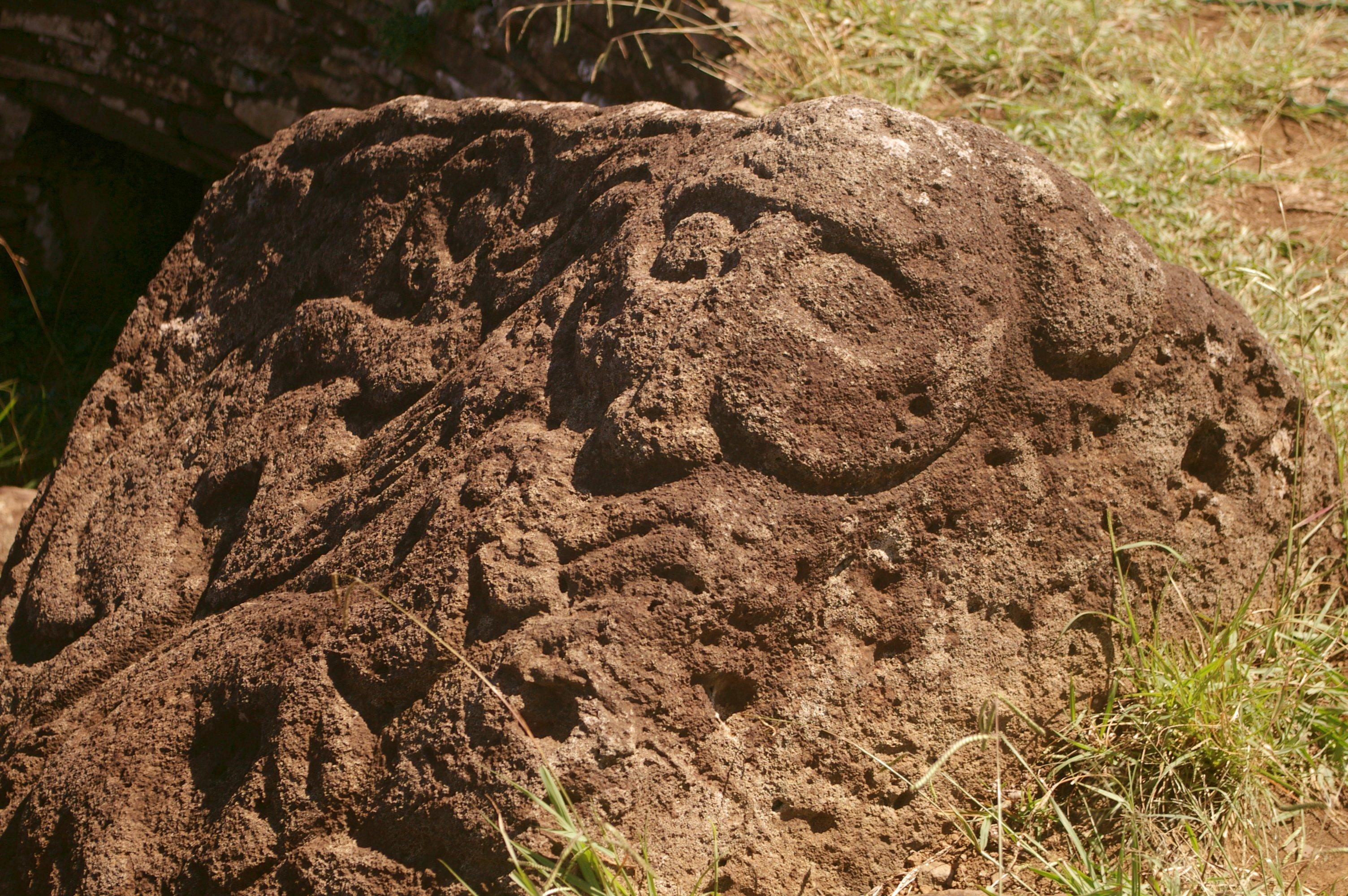
Makemake-Motiv in Orongo

Am Hang des Rano Kao, gefährlich nah an einer 300 Meter abfallenden Klippe, befinden sich die bekannten Orongo-Petroglyphen. Das Hauptmotiv ist das des Vogelmannes (polynesisch: Tangata Manu), ein Mischwesen aus Mensch und Fregattvogel. Der Kult um den Vogelmann erlangte ab etwa 1500 n. Chr. zunehmende Bedeutung. Die Gründe für die Abkehr von der alten Religion der Ahnenverehrung, die letztendlich auch das spätere Umstürzen der Moais zur Folge hatte, sind unbekannt. Die Archäologin Georgia Lee, Herausgeberin des Rapa-Nui-Journals, vertritt die Auffassung, dass dies mit der Machtübernahme durch eine Kriegerkaste als Folge der ökologischen Zerstörung in Zusammenhang zu bringen ist. Andere, zum Beispiel Alfred Métraux, nehmen an, dass Ahnenverehrung und Vogelmann-Kult zumindest eine Zeitlang parallel bestanden haben.
In jedem Frühjahr schwammen junge Männer von Orongo aus zum vorgelagerten Motu Nui, um das erste Ei der Rußseeschwalbe (Sterna fuscata) zu finden. Wer als erster ein unbeschädigtes Ei zurückbrachte, wurde zum Vogelmann erklärt, stand rituellen Opfern vor und erfreute sich besonderer Privilegien.
Vogelmannfiguren sind in der gesamten Südsee (Samoa, Sepik-Region in Neuguinea) verbreitet.
Ein weiteres Motiv der Felsritzungen bei Orongo ist Makemake, ein maskenhaftes Gesicht mit großen, eulenartigen Augen, das den Schöpfergott darstellt. Es sind auch Tierdarstellungen zu finden (Vögel, Wale, Haie, Schildkröten) sowie grafische Motive.
Zur Kultstätte Orongo gehören sorgfältig errichtete steinerne Hütten mit einem Dach aus Grassoden, die nicht ständig bewohnt, sondern nur zu kultischen Zwecken genutzt wurden.

### Rei-Miro

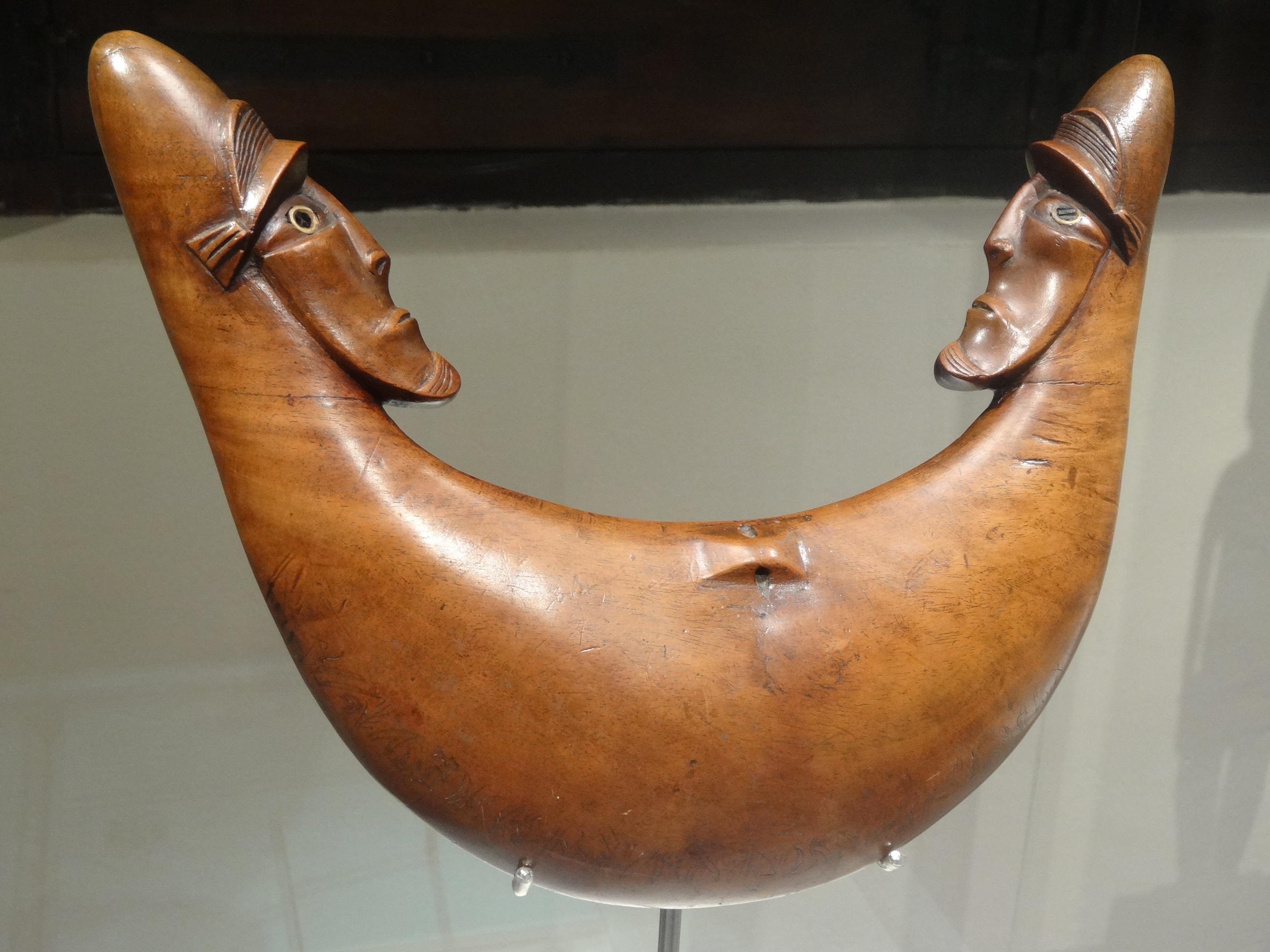
Rei Miro

Rei Miro ist ein nur in der Kultur der Osterinsel bekanntes hölzernes Pektoral, vorwiegend aus Toromiro-Holz geschnitzt. Es hat eine mondsichelartige Form, die auch als Bootskörper gedeutet werden kann. Die beiden Enden sind häufig als menschliche oder tierische Köpfe mit feinen Gesichtszügen ausgebildet. An den oberen Enden befinden sich Löcher. Einige Pektorale sind mit Schriftzeichen versehen. Rei Miro von der Osterinsel finden sich in den verschiedensten Museen der Welt. Ihre Bedeutung (Kultgegenstand, Schmuck oder Rangabzeichen) ist unbekannt.

### Ao und Rapa
Ao und Rapa sind paddelförmige, aus Holz geschnitzte Ritualobjekte, die als Rangabzeichen hoher Würdenträger, aber auch bei rituellen Tänzen verwendet wurden.

### Kulthöhlen
Durch vulkanische Aktivität bildeten sich zahlreiche Höhlen und Klüfte. Die Höhlen wurden als Kultstätten genutzt, wie zahlreiche Felsmalereien beweisen. Die Motive haben ihren Ursprung überwiegend im Vogelmann-Kult. Thor Heyerdahl fand in den Höhlen zahlreiche Kleinplastiken aus Stein mit den unterschiedlichsten Motiven: Vogelmanndarstellungen, Moais, Kopfplastiken, anthropomorphe und zoomorphe Figuren bis hin zu Darstellungen von Segelschiffen. Die geheimen Höhlen sind einzelnen Familien zugeordnet. Das Wissen darüber wurde mündlich an ausgesuchte Mitglieder der Nachfolgegeneration vermittelt. Knochenfunde beweisen, dass in den Höhlen auch bestattet wurde, jedoch vermutlich nur in der Spätperiode. Der Überlieferung der Inselbewohner nach dienten die Höhlen in der Zeit des Kulturverfalls und der nachfolgenden Bürgerkriege auch als Zufluchtsstätten. Eine von Touristen häufig besuchte Kulthöhle mit zahlreichen Felsbildern ist Ana Kai Tangata, die sogenannte „Menschenfresserhöhle“, bei Mataveri an der Westküste.

## Die Osterinsel heute

### Verwaltung
Die Osterinsel ist eine von acht Provinzen der chilenischen Región de Valparaíso (spanisch Provincia de Isla de Pascua). Sie wird nicht, wie die meisten übrigen Departamentos Chiles, weiter in Gemeinden untergliedert, sondern entspricht einer Gemeinde.

### Infrastruktur

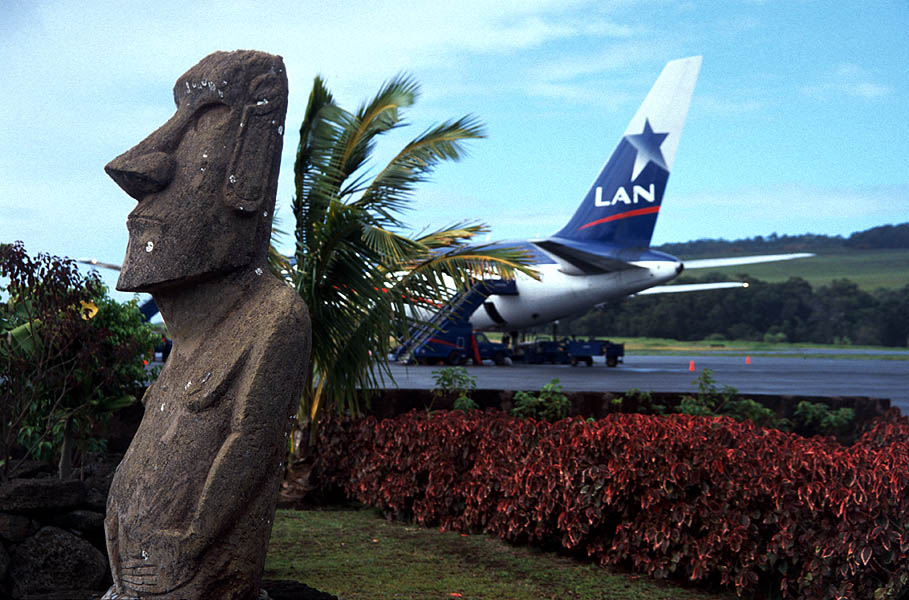
Flughafen Mataveri International

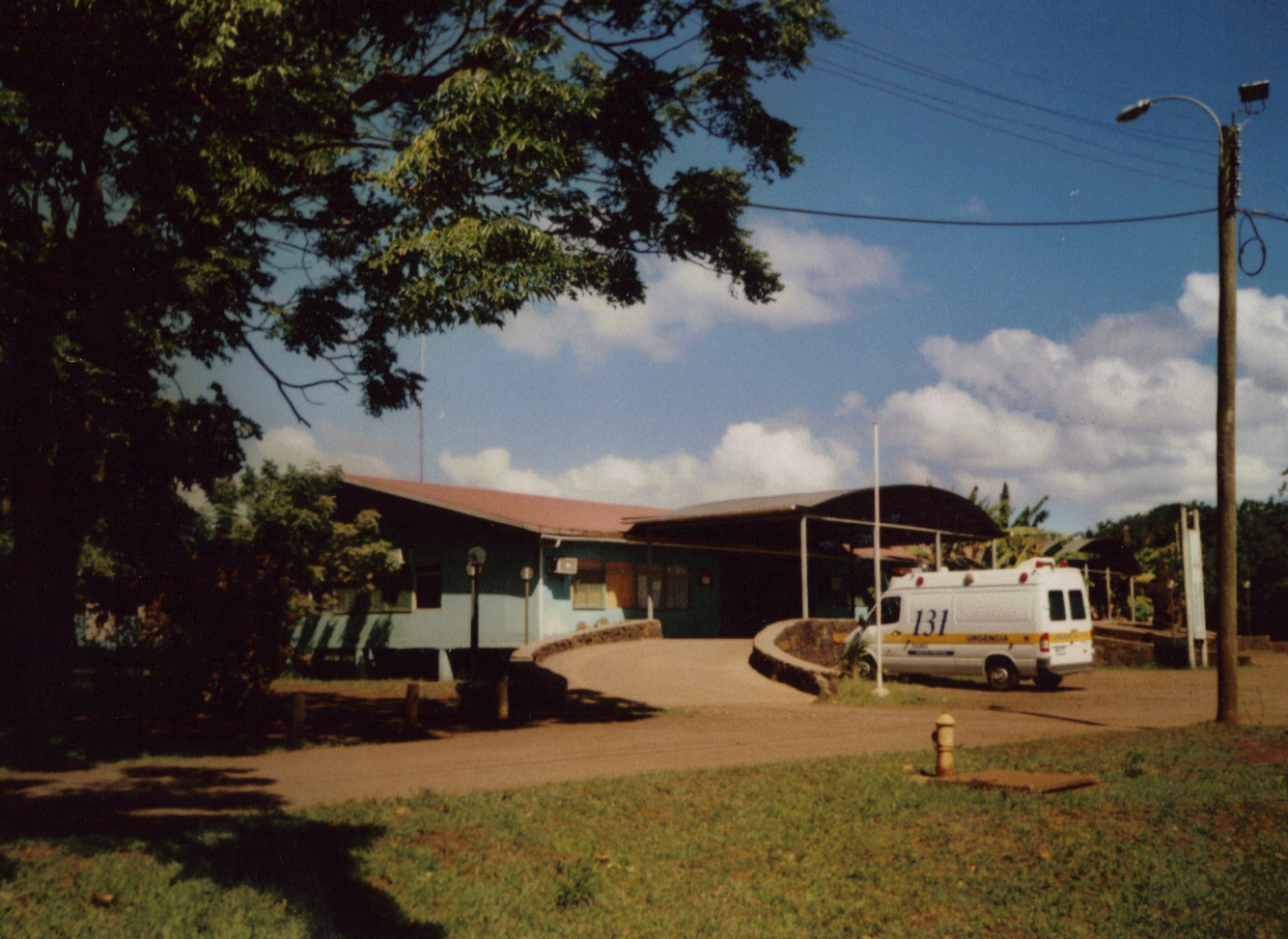
Krankenhaus und Ambulanzwagen in Hangaroa

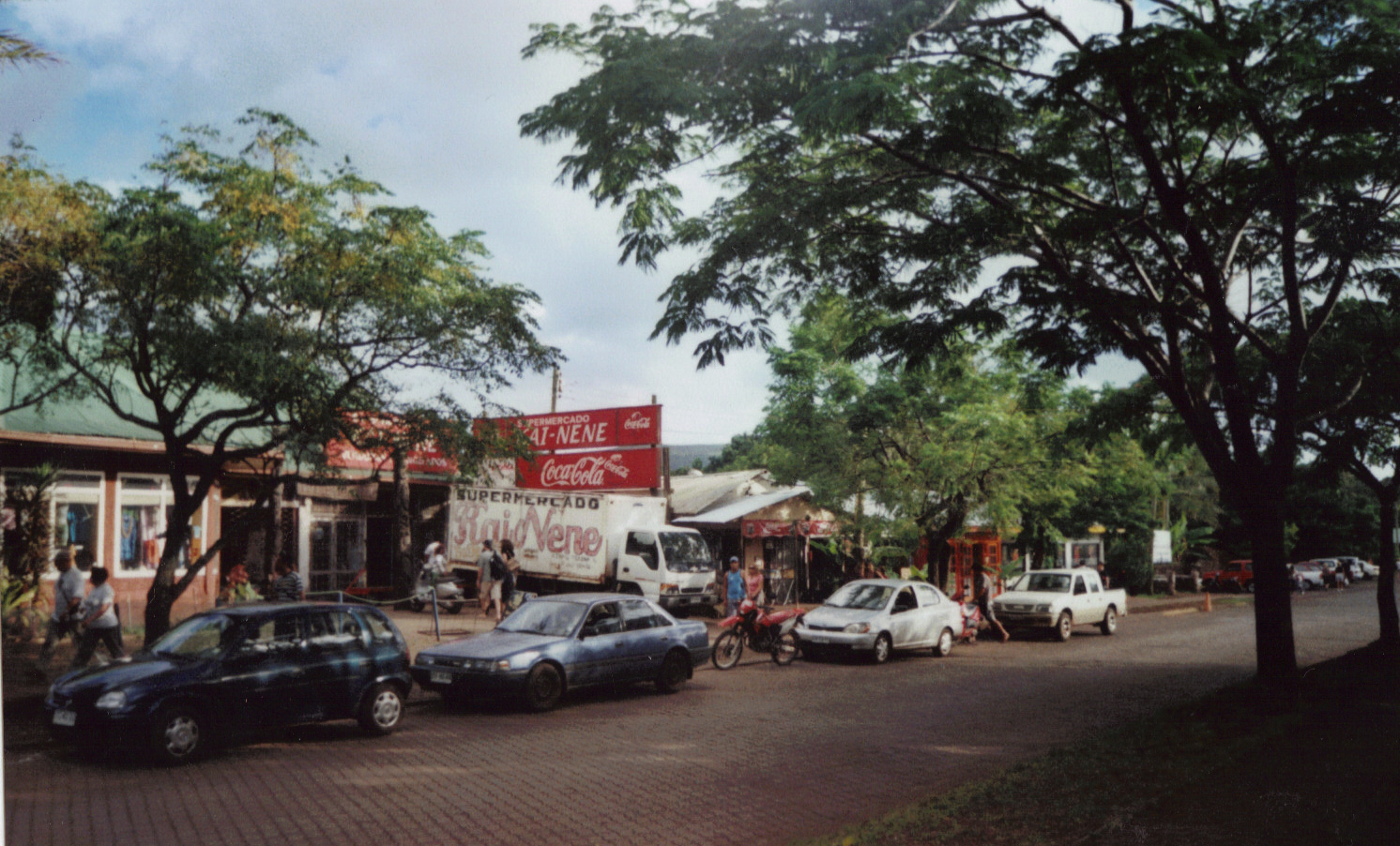
Die Avenida Atamu Tekena ist die Hauptstraße von Hangaroa

Am 19. Januar 1951 flog der chilenische Militärpilot Roberto Parragué Singer mit einem Catalina-Flugboot vom Flughafen La Florida in 19 Stunden und 20 Minuten zur Osterinsel und landete auf einem notdürftig hergerichteten Landestreifen bei Mataveri. In den 1960er Jahren erkannte Chile die Bedeutung der Insel als Zwischenstation in einem transpazifischen Luftnetzwerk, nicht zuletzt unter militärischen Gesichtspunkten. Nachdem Pläne für einen Neubau bei Anakena als zu teuer verworfen wurden, erweiterte und asphaltierte man den vorhandenen Landestreifen. Am 5. April 1967 landete die erste Passagiermaschine, eine Douglas DC-6, mit vierzig US-amerikanischen Touristen auf dem Flughafen Mataveri.:S. 221 Doch der Hauptzweck des von der chilenischen Luftwaffe betriebenen Flugplatzes war die Versorgung der amerikanischen Basis. Den Mataveri International Airport (IATA-Flughafencode IPC) gibt es seit den 1950er Jahren. Als er 1984 von der NASA als Notlandeplatz für die Raumfähren ausgebaut wurde, konnten dort Großraumflugzeuge landen. Das hat zu einem deutlichen Anstieg des Tourismus geführt, heute die Haupteinnahmequelle der Insel. Heute führt LATAM Airlines täglich Flüge von und nach Santiago de Chile durch, die Flugzeit beträgt rund viereinhalb Stunden.
Seit 1967 gibt es ein zentrales Wasserleitungssystem mit Tiefbrunnen; bis dahin war die Bevölkerung auf die Vorräte in den Kraterseen bzw. an der Küste aussickerndes Grundwasser angewiesen. An das mit Dieselgeneratoren betriebene Stromversorgungsnetz sind auch im Außenbereich liegende Anwesen angeschlossen. Befestigte Straßen findet man im unmittelbaren Bereich von Hanga Roa und Mataveri. Auch die Strecken von Hanga Roa zum Strand von Anakena und entlang der Südküste zur Halbinsel Poike sind inzwischen asphaltiert. Alle Straßen in Hangaroa haben einen Namen. In der Nähe des Flughafens befindet sich die einzige Tankstelle. Öffentliche Verkehrsmittel gibt es ebenfalls nicht. Einige Taxis, Mietwagen und Mietfahrräder stehen zur Verfügung. Manche der einheimischen Familien halten Pferde, die als alltägliches Fortbewegungsmittel dienen, oder fahren mit dem Motorrad.
An den fünf Schulen in Hangaroa können alle Bildungsabschlüsse bis zur Hochschulreife (Enseñanza Media, entspricht dem deutschen Abitur und der österreichischen/schweizerischen Matura) erworben werden. Ein Fach- oder Hochschulstudium ist jedoch nur auf dem Festland möglich. Als Ergebnis eines von der UNESCO unterstützten Schulversuches bilingualen Unterrichts mit Rapanui und Spanisch wird mittlerweile in den Vor- und Grundschulen der Insel zweisprachig unterrichtet. Dadurch erhöht sich die Zahl der Muttersprachler. Seit 2010 gibt es auch eine lokale Zeitung in Rapanui: Tāpura Reꞌo.
Die Gesundheitsversorgung ist weitaus besser als in anderen abgelegenen Regionen von Chile. 1964 kam eine kanadische wissenschaftliche Kommission (Medical Expedition to Easter Island – METEI) im Auftrag der UN auf die Osterinsel, um in einem Pilotprojekt den Zusammenhang zwischen Vererbung, Umwelt und Krankheiten zu untersuchen. Als sie 1964 die Insel verließ, blieben die in einigen Containern untergebrachten modernen medizinischen Einrichtungen zurück. Sie bildeten den Grundstock für die Gesundheitsversorgung der Insel. 1975 wurde das kleine Krankenhausgebäude errichtet, das heute einen Arzt, einen Zahnarzt, eine Hebamme sowie einen Pflegedienst beherbergt. Dort ist auch eine Ambulanz stationiert. Ein Augenarzt kommt regelmäßig vom chilenischen Festland und hält Sprechstunden ab.
Die weitere Infrastruktur mit Kirche, Post, Bank, Apotheke, kleinen Geschäften, einigen kleinen Supermärkten, Snack-Bars und Restaurants hat sich seit den 1960er Jahren erheblich verbessert, nicht zuletzt zur Befriedigung der Bedürfnisse der Touristen. Die meisten Geschäfte befinden sich in der Avenida Atamu Tekena, der Hauptstraße des Dorfes. Am Hafen wird morgens frischer Fisch verkauft, doch sind Auswahl und angebotene Menge gering. Vor einigen Häusern bieten Einheimische auf Ständen selbstgezogenes Obst und Gemüse feil. Satellitentelefon, Internet und E-Mails sind selbstverständlich. Mobiltelefone funktionieren derzeit nur in Hangaroa und Umgebung (mehr oder weniger störungsfrei), das Netz wird aber kontinuierlich erweitert. Inzwischen gibt es auch eine Diskothek.

### Bevölkerungsentwicklung
Der erste amtliche Zensus auf der Osterinsel fand im Jahr 1922 statt. Die Insel hatte damals 298 Einwohner, sechs davon waren keine Rapanui.:156 Alle veröffentlichten Einwohnerzahlen vor dieser Zeit sind nur bedingt zuverlässig, die Angaben in den Berichten der europäischen Entdecker sind nichts weiter als vage Vermutungen. Jean-François de La Pérouse zum Beispiel schätzte die Einwohnerzahl im Jahr 1776 auf rund 2000 Personen (Zitat: „Im ganzen genommen kann man die Volkszahl ungefähr auf zwei Tausend Personen schätzen“).:222
Die Anzahl der Bewohner während der Blütezeit der Osterinselkultur, vor Ankunft der Europäer, lässt sich nur mit indirekten Methoden ermitteln. Einen Anhaltswert kann die Multiplikation der Gebäudeüberreste mit der mutmaßlichen Anzahl der jeweiligen Hausbewohner ergeben. Eine erste Berechnung auf dieser Basis veröffentlichte der Archäologe Patrick McCoy im Jahr 1976 in seiner Dissertation. Er ermittelte eine Einwohnerzahl von rund 7000 Personen um das Jahr 1600 n. Chr.
Die Archäologin Jo Anne Van Tilburg kommt anhand ähnlicher Daten auf eine Gesamtzahl von 7000 bis 9000 Inselbewohnern zur Zeit der Kulturblüte. Das entspräche einer Bevölkerungsdichte von etwa 50 Einwohnern pro km², kein besonders hoher Wert. Die zur Verfügung stehende landwirtschaftliche Nutzfläche dürfte mehr als ausreichend gewesen sein, um alle Menschen zu ernähren.
Als Folge der von politischen und religiösen Umwälzungen verursachten Unruhen und Konflikte des 17. Jahrhunderts nahm die Bevölkerung beträchtlich ab, einige Forscher vermuten auf etwa 3000 Personen vor Ankunft der Europäer. Der Anthropologe Terry L. Hunt von der University of Hawaiʻi at Mānoa stellt dies infrage und schließt aus der Größe der Anbauflächen auf eine ständige und nicht durch äußere Einwirkung reduzierte Bevölkerung von rund 3000 Personen, die ausreichend ernährt werden konnte.:S. 53 Stammeskonflikte habe es nicht gegeben.
Die Deportation als Zwangsarbeiter nach Peru und die von den Rückkehrern eingeschleppten Krankheiten bewirkten einen weiteren Bevölkerungsrückgang.
Der Interessenkonflikt zwischen den Ureinwohnern und den Schafzüchtern führte dazu, dass 168 Bewohner im Jahr 1871 mit Hilfe der Missionare auswanderten, vorwiegend nach Mangareva. 1877 betrug die Einwohnerzahl nur noch 111. Danach erholte sich die Bevölkerung langsam. 1882 ermittelte Wilhelm Geiseler in einer nichtamtlichen, aber wahrscheinlich zuverlässigen Zählung insgesamt 159 Einwohner, davon 67 Männer, 39 Frauen und 44 Kinder.:S. 19
Zu Beginn des zwanzigsten Jahrhunderts wollte insbesondere die junge Bevölkerung oft auswandern. Entsprechende Bestrebungen wurden jedoch von der chilenischen Militärverwaltung unterbunden. 1934 zählte der argentinisch-israelische Arzt und Anthropologe Israel Drapkin (1906–1990) 469 Einwohner, davon 456 ethnische Rapanui, und erfasste deren Namen und Familienzugehörigkeit. Ab der Mitte des 20. Jahrhunderts stieg die Einwohnerzahl deutlich an. Thor Heyerdahl registrierte 1955 842 Rapanui.
Vorwiegend durch Zuwanderung nahm die Bevölkerung von 3952 im Jahr 2002 auf 8601 im Jahr 2022 zu. Der Zuwachs ist der höchste der chilenischen Provinzen. Viele Aussteiger vom chilenischen Festland erhofften sich größere Freiheiten auf der Osterinsel. In der Folge veränderte sich die demografische Zusammensetzung der Bevölkerung zu Ungunsten der polynesischen Ureinwohner. 1982 waren 70 % der Bewohner ethnische Rapanui, im Jahr 2002 betrug ihr Anteil nur noch 60 Prozent. Im Jahr 2012 waren die Rapanui mit weniger als 50 Prozent schon eine Minderheit.:S. 236 Nach Protesten der Rapanui, die sich zunehmend von den Zuwanderern „überrannt“ fühlten, wurde daher durch Verordnung des Innen- und Sicherheitsministeriums vom 7. März 2018 der Zuzug in das „Sondergebiet Osterinsel“ beschränkt und strengen Regeln unterzogen. Touristen dürfen nur noch mit Reisepass für maximal 30 Tage einreisen, müssen ein Rückflugticket vorweisen sowie die persönliche Einladung eines Residenten oder eine Hotelbuchung.
Aber es gab nicht nur Zuwanderungen. Rapanui sind auch zum Festland emigriert. Bei der Volkszählung 2002 wurde festgestellt, dass 2269 Rapanui außerhalb der Osterinsel in Chile lebten.

## Tourismus
Tourismus in nennenswertem Umfang gibt es erst seit 1967, als die erste Passagiermaschine auf der Insel landete. Auch heute ist die Osterinsel per Flugzeug ausschließlich mit der Fluggesellschaft LATAM Airlines von Santiago de Chile aus zu erreichen. Die Zahl der Touristen war vor der Covid-19-Pandemie erheblich angestiegen, blieb allerdings im Vergleich zu anderen Urlaubsinseln gering. Die chilenische Regierung senkte 2018 die maximale Aufenthaltsdauer von Touristen und Nicht-Einheimischen von 90 auf 30 Tage und begründete dies mit dem Schutz der Insel und deren begrenzten Ressourcen.
Die Osterinsel verfügt nur über einen Hafen für kleine Boote. Eine regelmäßige Schiffsverbindung gibt es nicht. Kreuzfahrtschiffe liegen vor Hanga Roa auf Reede, die Passagiere werden ausgebootet. Das Angebot für Touristen reicht von Privatquartieren bis hin zu Luxushotels. Eines der Häuser gehört zu den „Leading Hotels of the World“. Die Mehrzahl der Touristen bleibt im Rahmen von Rundreisen nur zwei oder drei Tage auf der Insel. Das hohe Preisniveau ist darauf zurückzuführen, dass alles – einige landwirtschaftliche Produkte ausgenommen – zu hohen Preisen vom Festland importiert werden muss. Da die Bevölkerung heute überwiegend vom Tourismus lebt, gibt es kundige einheimische Reiseführer für alle gängigen Sprachen, auch für Deutsch. Die Sehenswürdigkeiten sind mit dem Geländewagen, zu Pferd und für passionierte Radfahrer auch mit dem Mountainbike erreichbar.
- Der Rano Raraku, die „Geburtsstätte“ der Moai, ist der für den Touristen wohl interessanteste Punkt der Insel. An den Hängen des Vulkanes und rund um den Kratersee stehen oder liegen über 300 Statuen in unterschiedlicher Größe und verschiedenen Stadien der Fertigung. Unweit davon steht an einer Meeresbucht der Ahu Tongariki, die größte Zeremonialplattform Polynesiens mit 15 wieder aufgerichteten Statuen von imponierender Größe.
- Bei Anakena befindet sich der einzige nennenswerte Strand der Insel aus feinem, weißen Korallensand. Hier ist Baden möglich. In dem Kokoswäldchen werden Picknicks für Touristen veranstaltet. Bei Anakena liegen zwei interessante Zeremonialplattformen, der Ahu Naunau und der Ahu Ature Huki. In den Ahu Naunau ist ein kleinerer Moai eingebaut, sozusagen recycelt.

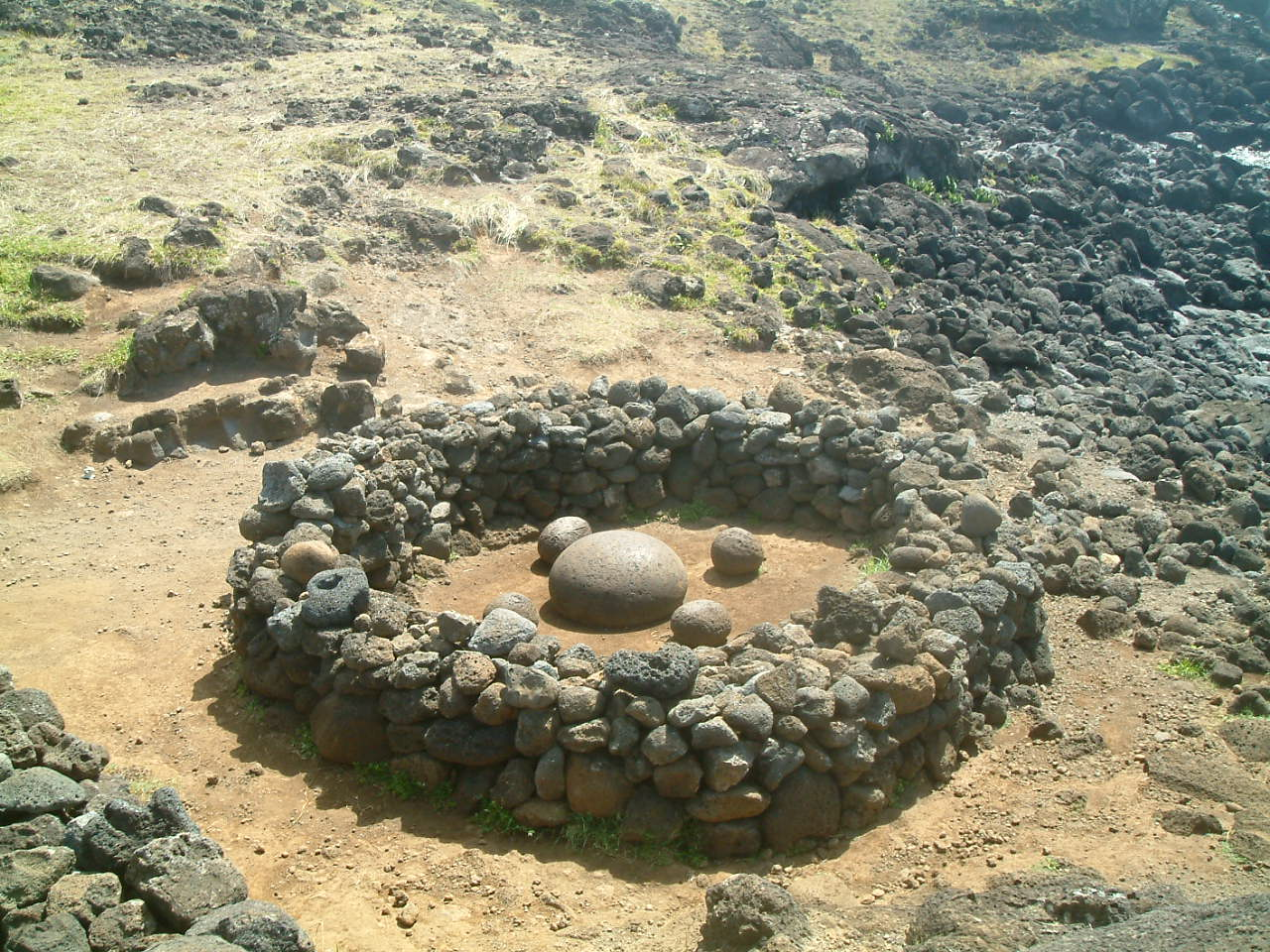
Te Pito o Te Henua

- Te Pito o Te Henua Te Pito o Te Henua (Der Nabel der Welt) (gelegentlich auch: Te Pito Kura) ist eine zeremonielle Anlage rund um einen kugelförmigen Stein, der vermutlich natürlichen Ursprungs ist. Von Esoterikern werden dem Ort ungewöhnliche Eigenschaften zugesprochen.
- Vom Kraterrand des Rano Kao bietet sich ein spektakulärer Ausblick auf die drei der Südwestküste vorgelagerten Motus. Unmittelbar dort liegt auch die Zeremonialanlage Orongo.
- Puna Pau im Westen ist der Steinbruch am Hang eines Nebenvulkans des Rano Kao, in dem die Kopfaufsätze der Moai aus roter Vulkanschlacke hergestellt wurden.
- Das Museo Antropologico Padre Sebastian Englert, etwas außerhalb von Mataveri gelegen, ist im Vergleich zu manch anderem Völkerkundemuseum in Europa oder Amerika bescheiden ausgestattet. Dennoch ist der Besuch wegen des 1978 bei Anakena gefundenen Original-Auges eines Moai empfehlenswert.

## Rezeption
1989 veranstaltete das Senckenbergmuseum in Frankfurt am Main eine richtungweisende Ausstellung, in der erstmals einige der über die ganze Welt verstreuten Relikte der Osterinsel-Kultur zusammengeführt wurden.
Die Insel war Handlungsort einer Reihe von Filmen. 1994 rückte die Osterinsel mit dem Kinofilm Rapa Nui – Rebellion im Paradies, produziert u. a. von Hollywood-Star Kevin Costner, in die weltweite Aufmerksamkeit. Der Film zeigt, eingebettet in viele Landschaftsaufnahmen, in spielfilmtypisch dramatischer Zuspitzung den Transport und die Aufrichtung der Moai, die Eingriffe der Menschen in die Natur und die damit verbundenen negativen Folgen.
Die Folge 42, Chile und die Osterinsel (Erstausstrahlung am 1. Januar 2002), der Fernsehserie des ZDF Das Traumschiff, die seit 1981 nach einer Idee von Wolfgang Rademann produziert wird, hat die Osterinsel zum Thema.
Ein weiteres Filmprojekt, eine Seifenoper von Chiles nationaler Fernsehstation Televisión Nacional de Chile mit dem Titel: „Iorana, Bienvenido al Amor“, machte die Osterinsel in Chile bekannt. Seit der Ausstrahlung 1997/98 (mit mehreren Wiederholungen) hat sich die Zahl der chilenischen Touristen vervielfacht.
Der deutsche Komponist Valentin Ruckebier schrieb eine Ballettsuite mit dem Titel Osterinsel, die Worte aus dem Rapanui vertont.

## Dokumentationen
- Aufgedeckt: Geheimnisse des Altertums – Die Steinskulpturen der Osterinsel. TV-Dokumentation in HD von Anna Thomson; CDN/GB 2014 (BBC); deutsche Synchronfassung: ZDFinfo 2015.
- Aufgedeckt - Rätsel der Geschichte - Die Osterinsel. TV-Dokumentation von Andy Webb (Regie), CDN/GB 2014, in deutscher Synchronfassung.